# Неукен
Неуке́н (исп. Neuquén) — город в Аргентине, расположенный в междуречье Неукен и Лимай. Столица одноимённой провинции, одной из самых богатых в Аргентине, административный центр департамента Конфлуэнсия и крупнейший город аргентинской Патагонии. Расположен на границе с провинциями Ла Пампа и Рио Негро.
В городе Неукен находится резиденция губернатора провинции Неукен, Верховный суд и законодательный орган провинции.
Город, вместе с Плоттьером и Чиполлетти, формирует крупную агломерацию Неукен-Плоттьер-Чиполлетти с населением 355 тыс. жителей (2009).

## История

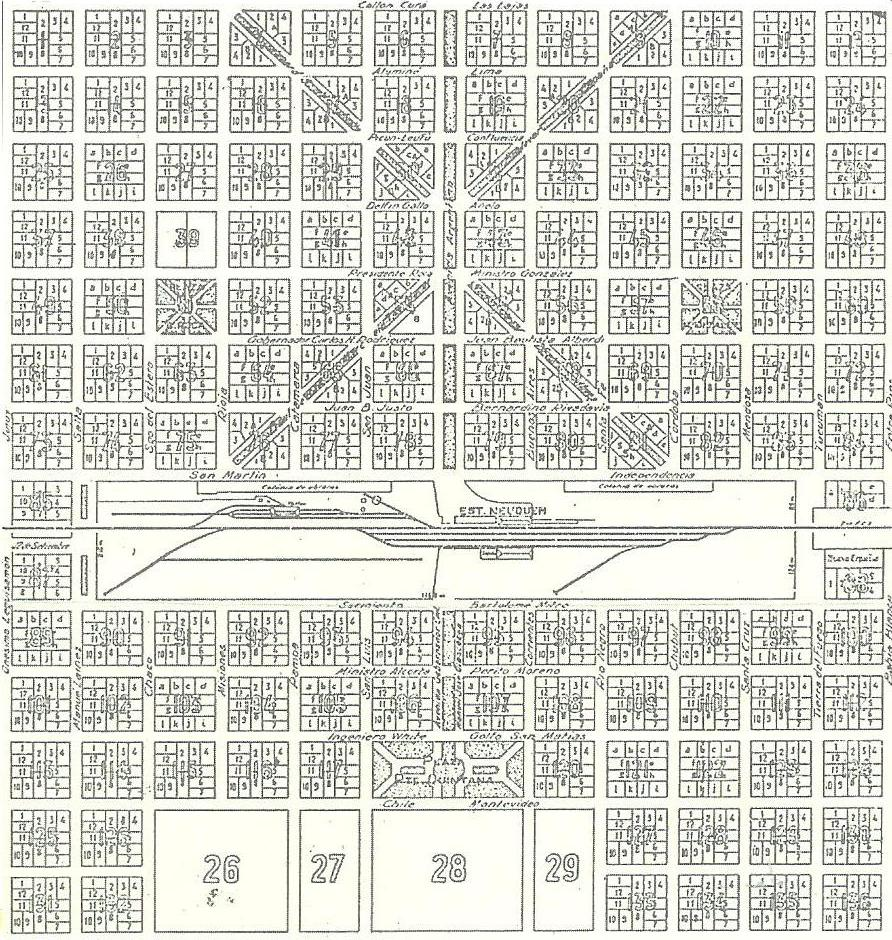
Первая карта города (1904 год).

### Индейцы иВице-королевство Рио-де-ла-Плата
Территория, на которой расположен современный Неукен, ранее называлась Место Конфлуэнсии («слияния»), так как в непосредственной близости от нынешнего города сливаются реки Неукен и Лимай, образуя Рио-Негро (чёрную реку). В XVI веке народ мапуче начал процесс экспансии между Чили и территорией современной Аргентины[уточнить] как раз через это место. В дальнейшем индейцы переняли местный язык и культуру.
С 1500 года в этом районе стали появляться испанские конкистадоры. В 1783 году Василио Вилярино поднялся по реке Негро от Кармен-де-Патагонес до территории, где сейчас расположен Неукен. Он составил рапорт испанским властям, в котором подчеркнул значение исследованного района и разработал план строительства оборонительных сооружений с целью защиты от индейцев, которые, впрочем, так и не были построены.

### Первая и вторая кампании «Завоевание пустыни»
В 1833 году бывший губернатор провинции Буэнос-Айреса Хуан Мануэль де Росас вёл военную кампанию против индейцев, которые жили в пампасах и северной Патагонии с поддержкой близлежащих к индейской территории провинций. Хотя его войска достигли слияния рек Неукен и Лимай и контролировали индейские набеги на юге провинции Буэнос-Айреса до 1852 года, они не расширили аргентинский суверенитет в регионе.
В 1870-х годах аргентинское правительство во главе с президентом Николасом Авельянедой и его военным министром Адольфо Альсиной начало военную кампанию «Завоевание пустыни» с целью присоединить территории на юге от границы с проживавшими на ней индейскими народами к Аргентине. В 1877 году Альсина скончался и новым военным министром стал генерал Хулио Рока. Он поставил цель не просто колонизировать земли, а ещё физически истребить населяющих их индейцев. 11 июля 1879 года аргентинские войска достигли региона. В 1885 году, после тяжёлых поражений местные индейцы сдались и Патагония стала частью Аргентины.
После завершения кампании к району была подведена телеграфная линия от Кармен-де-Патагонес. В то время это место рассматривалось не только как переходный пункт на пути в Чили, но и как территория, пригодная для основания города. В связи с этим там появились первые поселенцы, приплывшие на лодках по реке Неукен из провинции Рио-Негро, были построены первые дома, сооружены улицы.

### Национальная Территории Неукена и перенос столицы в регион
В 1884 году по закону № 1532 была основана Национальная Территория Неукена со столицей в Кампана-Мауида, которая потом была перенесена в Чос-Малаль. В следующем году был проведён открытый аукцион земель в месте Конфлуэнсии. Хотя почва была непригодна для сельского хозяйства и разведение скота на ней было невозможно, влиятельные бизнесмены, жившие в Буэнос-Айресе, среди которых был Касимиро Гомес, Фелипе Сенильоса и Франсиско Леукубе, купили земли в регионе для спекуляции недвижимостью. В 1889 году появился мировой суд, и двумя годами позже первая полицейская станция.
В 1901 году губернатор Национальной Территории Лисандро Олмос посетил посёлок и побеседовал с влиятельным владельцем земель Касимиро Гомесом о возможности основания города, а именно о постройке водоснабжения и разделении сельской территории на земельные участки, чтобы поселенцы могли купить земли. В мае 1902 года в городе завершилось сооружение железнодорожного моста и железнодорожной станции.
Землевладельцы Гомес, Леукубе и другие жертвовали и продавали государству свои участки для основания города. Официальной датой появления города считается 1904 год, а его основателем — Карлос Букет Рольдан, который 12 сентября 1904 года вместе с министром внутренних дел, Хоакином Гонсалесом встретился в свежеотстроенном правительственном дворце. В этом же году из города Чос-Малаль в Неукен была перенесена столица провинции. Поначалу решение о переносе столицы вызвало критику по геополитическим соображениям из-за слишком близкого расположения к чилийской границе. Однако в дальнейшем город стал важным транспортным узлом для сбыта ряда товаров, которые прибывали по железной дороге и транспортировались дальше в как другие регионы страны, так и в Чили.
С момента основания города начался его неуклонный рост. В 1905 году там жило больше тысячи человек. В 1906 году был выбран первый городской совет. В 1916 году была построена система водоснабжения, а на улицах города поставлены первые фонари. В 1930 году город насчитывал 5000 жителей. Первый автомобильный мост через реку Неукен, соединивший Неукен и Чиполлетти, введён в эксплуатацию в 1937 году.

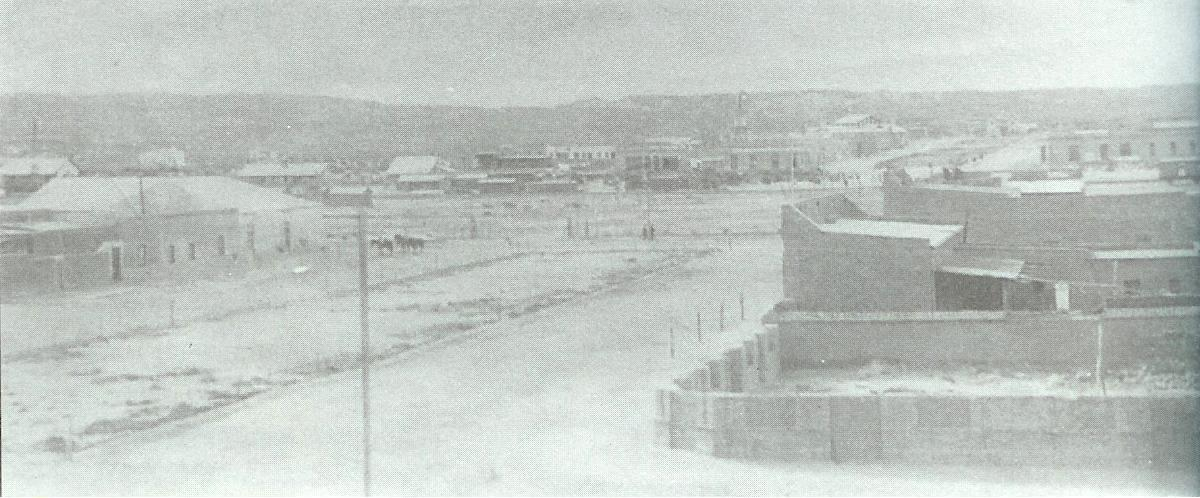
Центр Неукена в 1916 году
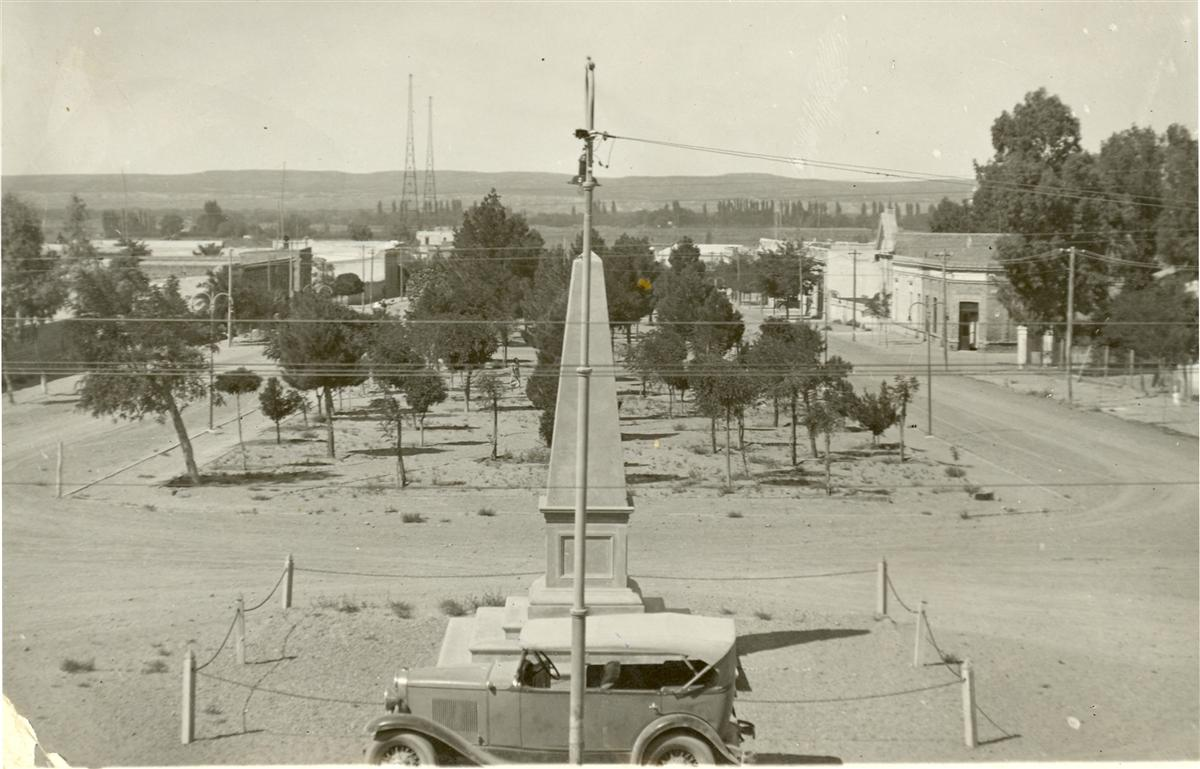
Проспект Авенида-Аргентина, главный в городе, в 1932 году.
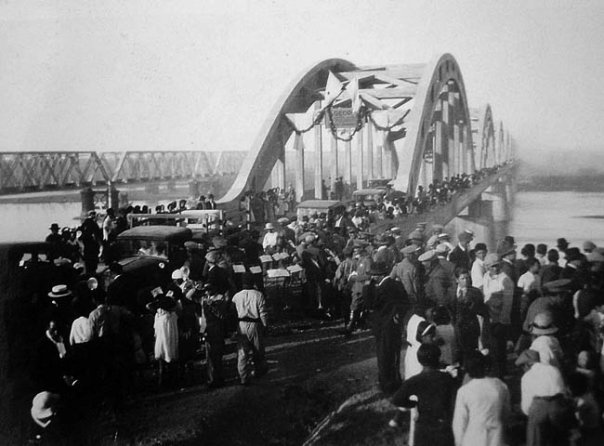
День открытия автомобильного моста Неукен-Чиполлетти в 1937 году

### Основание Провинции Неукена, XX век и наши дни

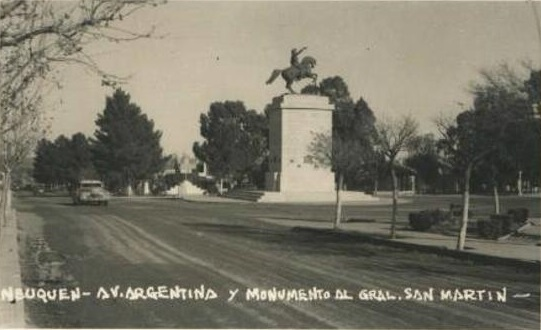
Монумент Сан-Мартину в 1955 году

В 1955 году национальное правительство во главе с президентом Хуан Доминго Пероном в рамках провинциализации Национальных Территорий по закону 14408 основало провинцию Неукен на базе бывшей Национальной Территории, и город вновь приобрёл статус столицы. Двумя годами позже они ввели провинциальную конституцию, при которой Неукен получил статус муниципалитета первой категории и мог создать городскую конституцию, которая, однако, была написана впервые в 1994 году после поправок в национальной конституции. В 1958 году был основан первый совет законодательной власти, называемый Consejo Deliberante. В конце 60-х город вновь приобрёл значимость за счёт найденных в его провинции компанией YPF источников нефти. В 70-х и 80-х годах наблюдался неуклонный демографический рост, сопровождавшийся общим повышением уровня жизни в городе. В 1970 году был открыт Национальный университет Комауе. Во время диктатуры, называемой процессом национальной реорганизации (с 1976 по 1983 год), местная католическая церковь сопротивлялась режиму. Епископ провинции Хаиме дэ Неварес с епископами Мигелем Гесайне (из Вьедмы) и Хорхе Новаком (из Кильмеса) доложили о преступлениях против человечности, совершённых властью.
К настоящему времени Неукен стал одним из крупнейших городов Аргентины.
Название города и провинции Неукен происходит от арауканского слова Newenken, которое означает «отважный», а также «бурный» и «стремительный».

## Физико-географическая характеристика

### Географическое положение
Географические координаты Неукена — 38°57.6 южной широты и 68°4.28 западной долготы. Неукен расположен на юго-западе Аргентины, на патагонском плато, в восточной части одноимённой провинции. Он находится в 250 километров на востоке от Анд и в 350 километров к западу от залива Сан-Матиаса. Расстояние до Буэнос-Айреса около 1200 км. Город относится к микро-региону, называемому верховья долины реки Негро (исп. Alto Valle del Río Negro): плодородная долина, который считается самой населённой и самой развитой зоной в аргентинской Патагонии. Из-за сухости местного климата требуются ирригационные каналы для удобрения почвы. Ближайшие города: Чиполлетти, Плоттьер, Сентенарио, Сенильоса.
Вследствие того, что город располагается между долиной и плато, для него характерны наклонные улицы. Часть Неукена, расположенная близ реки Лимай, называется из-за плоского рельефа «Эль Бахо» (нижняя). Северная часть города называется «Эль Альто» (верхняя) из-за нахождения в плоскогорье. Граница между Эль Альто и Эль Бахо проходит по железной дороге. Высота города над уровнем моря в среднем 270 м. Местное плато — равнина, которая находится между 300 м и 350 м высоты, над старыми поймами из гравия, образованных известковым цементированием. В переходе в долину наблюдается зона, называемая барда (исп. barda). Это — изрезанные склоны, созданные ветровой и водной эрозией и там почва состоит из глины и мелких камней. Долина рек Лимай и Неукен состоит из речных осадков, и на их водоразделе находится самый низкий пункт города с высотой 257 м над уровнем моря.
По реке Лимай проходит южная граница города, по реке Неукен — северная. Имеется система плотин рядом с городом на реках Лимай и Неукен.

### Климат
Климат в Неукене, как на северо-востоке провинции, засушливый континентальный. По классификации климатов Кёппена он классифицируется как прохладный аридный климат. Для региона характерен сухой климат полупустыни. Средняя температура в летний период около 24 °C, зимой около 6 °C, а средняя температура за весь год около 14,5 °C. Отмечается большая суточная амплитуда температур весь год.

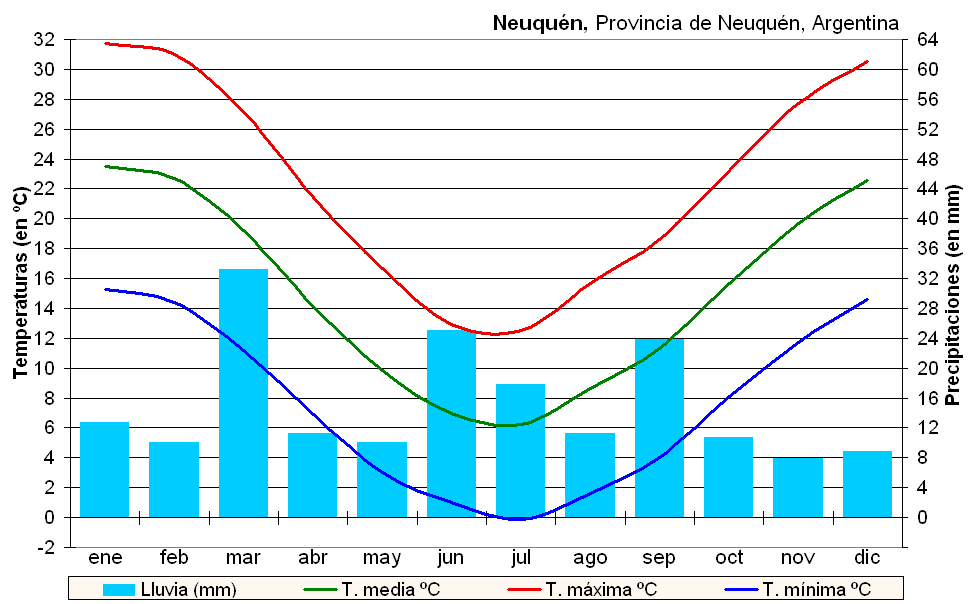
Климатограмма Неукена

Неукен расположен в весьма ветреном регионе, для него характерны сухие, холодные и резкие ветра. Ветры дуют главным образом на запад и юго-запад. Самым интенсивным сезоном считаются ноябрь, декабрь и январь, когда средняя скорость достигает около 4 м/с. Вследствие того, что Анды как натуральный барьер для дующих с Тихого океана влажных воздушных масс, среднегодовые осадки не очень значительны. Снегопады случаются нечасто. Вследствие сухости климата снег в Неукене выпадает примерно раз в пять лет. В зимние ночи обычны заморозки.
В среднем за год проективное покрытие неба облаками (облачность) в Неукене бывает около 50 %. Самая высокая облачность зимой (около 60 %), наименьшая — летом (около 35 %).
Зачастую обильные дожди в Андах и таяние льдов влекут за собой подъём воды в реке, что иногда приводит к прорыву плотин и наводнению в городе.
| Показатель                    | Янв. | Фев. | Март | Апр. | Май  | Июнь  | Июль  | Авг. | Сен. | Окт. | Нояб. | Дек. | Год   |
| ----------------------------- | ---- | ---- | ---- | ---- | ---- | ----- | ----- | ---- | ---- | ---- | ----- | ---- | ----- |
| Абсолютный максимум, °C       | 42,6 | 44   | 36,5 | 32,6 | 30,0 | 24,2  | 24,0  | 27,1 | 31,4 | 34,9 | 40,2  | 41,6 | 44,0  |
| Средний суточный максимум, °C | 31   | 30   | 27   | 22   | 17   | 13    | 13    | 16   | 19   | 23   | 27    | 30   | 23,1  |
| Средняя температура, °C       | 23   | 22   | 18   | 13   | 9    | 6     | 6     | 8    | 11   | 16   | 19    | 22   | 15,5  |
| Средний суточный минимум, °C  | 14   | 13   | 11   | 6    | 3    | 1     | −1    | 1    | 4    | 7    | 11    | 14   | 7,4   |
| Абсолютный минимум, °C        | 2,8  | 2,0  | −3,6 | −5,5 | −7,4 | −12,4 | −13,8 | −10  | −4,8 | −3   | 1,6   | 7,4  | −13,7 |
| Норма осадков, мм             | 15   | 15   | 28   | 15   | 13   | 15    | 15    | 10   | 18   | 18   | 10    | 13   | 205,5 |
| Источник:                     |      |      |      |      |      |       |       |      |      |      |       |      |       |

### Часовой пояс
Город Неукен, как вся провинция Неукен и бо́льшая часть западных провинций Аргентины, находится в часовом поясе UTC-5, но во всей провинции, из-за отказа от перехода на летнее время, смещение относительно UTC составляет 3 часа. Относительно времени Буэнос-Айреса часовой пояс имеет постоянное смещение +1 час (летнее время).
В 2009 году правительство Аргентины отменило переход на летнее время.

### Планировка и застройка
Первый городской план составлен в 1904 году на основе макета, сделанного основателем города Букетом Рольданом, который и рисовал его; план основан на главной артерии города и четырёх диагональных улицах, пересекающихся в центре.
В северной части города, в районе Эль Альто, расположены провинциальные и городские правительственные и финансовые учреждения. К югу от железной дороги, в районе Эль Бахо, находится главная торговая зона Неукена.
В конце 1990-х годов и особенно в начале XXI века было построено в центре города и соседних районах большое количество высотных башен, которых стали экспонентами городского пейзажа. Самым высоким зданием в Патагонии является «Garden Tower» высотой 112 м. Стоимость недвижимости выросла, благодаря чему недвижимость стала важным капиталовложением. В городе возникли разные торговые заведения, такие как гипермаркеты, торговые и киноцентры. Вследствие того, что город вырос с неадекватным планированием и увеличилась плотность населения, возникли проблемы с коммунальными услугами, такие как низкое давление в водопроводе, особенно летом, и коллапс канализации.
В 2000-е годы городское правительство приняло решение застроить нагорье к северу от города с целью избавления от незаконных посёлков и создания жилья для 2000 малоимущих семей.
В 2000 году началось развитие проекта «Прогулка на взморье» на острове 132 на реке Лимай, на юге города. В рамках проекта была построена прибрежная прогулка с пешеходной зоной, велосипедные дорожки, зелёные зоны и кулинарные заведения вдоль берега. Проект считается местом развития рекреационной и туристической сфер в городе.
В 2022 году законодательная власть провинции приняла проект увеличения официального состава города в около 8000 га территорией между районом Colonia Nueva Esperanza и пределами озера Мари-Менуко. Добавление земель, приобретëнных муниципалитетом в 1959 году, предоставит рост примерно 40% площади по сравнению с нынешней шкалой.

### Экосистема
По официальной геоботанической классификации Аргентины, сделанной Ангелем Кабрерой, город входит в зону монте равнин и плато (исп. Distrito fitogeográfico del monte de llanuras y mesetas) геоботанической провинции куста. В его рельефе преобладают пейзаж равнины и широкие ступенчатые плато. Благодаря тому, что земля в районе аридная (засушливая) и местный климат тоже сухой, растения не требуют много воды. Как и во всём патагоническом плато, ларрея является самым общим растением в степи. Из древесных растений в городе встречаются: ива, тополь, кипарис, яблоня и груша.

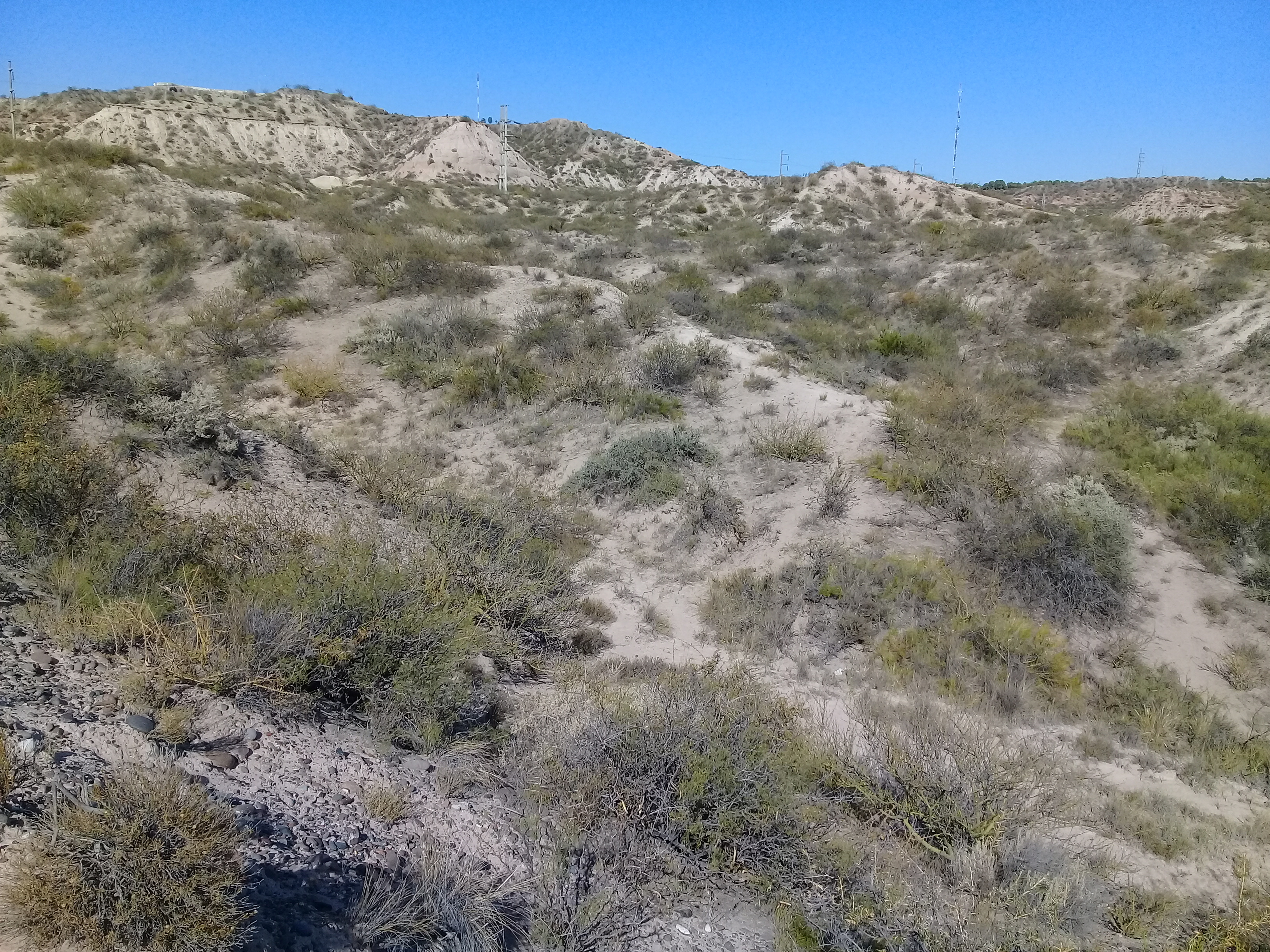
Пейзаж барды, на севере города

В 1970-х годах были построены плотины; появились в зоне рек, где вода медленнее течёт, растения семейства ивовых. С этого десятилетия были интродуцированы другие деревья, как ива белая и тополь чёрный, которые растут главным образом в Лимай.
Представителями городской фауны являются ящерицы, скорпионы, кузнечиковые, жесткокрылые, гуанако, дарвинов нанду, обыкновенные каракары, патагонские зайцы и морские свинки. В береговую экосистему входят утки, цапли и черношейный лебедь, а из рыб — форель.
В 2004 году была открыта охраняемая природная территория Университетский Парк Провинции Монте (исп. Parque Universitario Provincia del Monte), занимающая 70 га в кампусе Национального Университета Комауе, на севере города, с целью защитить экосистему экологического региона, относящегося к монте равнинам и плато. Фауна там представлена большей частью птицами, сери них магелланов дрозд, калита и домовый воробей.

### Гидрография
Бассейн рек Неукен, Лимай и Рио-Негро считается самой значительной гидрографической сетью во всей Аргентине. Город находится на водоразделе между реками Неукен и Лимай. Обе реки начинаются в Андах: Неукен протекает по северной территории провинции и его длина составляет 420 км, а Лимай течёт 500 км с озера Науэль-Уапи на юге провинции на северо-восток. У них плювиально-нивальный режим. Разлив случается дважды, зимой обычно много осадков в Андах, а весной таёт лед в горах. К началу осени сохраняется низкий уровень воды в реках. Средний расход реки Неукен — около 280 м³/с, а реки Лимай — 650 280 м³/с. К востоку от города берёт начало река Негро, который течёт 635 км через аридные плато с долиной переменной ширины до Атлантического океана, а его средний расход — 930 м³/с.
Кроме двух рек, из-за мало осадков в регионе, других больших водотоков нет. Однако, как и всей патагонской пустыне, в зоне плато существуют высохшие русла с небольшой растительностью, которые впадают в долину. Они представляют собой небольшие каналы (меньше 50 км²), когда идёт дождь. Вокруг города подсчитано около 20 каньонов, собирающих такие русла.
В городе текут ручьи Дуран и Вилья Мария: первый начинается в районе Валентина-Сур, протекает 10 км и впадает в реку Лимай, а второй течёт с района Вильи-Марии, через районы Бельграно и Конфлуэнсия, до улицы Эль-Чокон. В результате роста города наблюдается высокое загрязнение в ручьях из-за накопления мусора и сброса сточных вод.

## Демография

### Численность населения
Неукен является крупнейшим городом Патагонии по численности жителей. Он формирует агломерацию Неукен-Плоттьер-Чиполлетти с населением 341 тыс. жителей (2010). Близкие небольшие города Сентенарио и Сенильоса (в провинции Неукен) относятся к метрополитенскому региону Неукена. Между 2001 и 2010 годами численность населения увеличилась на 12,69 % с 201 868 до 231 198 жителей.
До переноса провинциальной столицы в регион, в посёлке проживало около 500 жителей. После того, как город был формально основан, население выросло примерно до 1400 в 1905 году. В 1930 году численность населения составляла около 1500 человек. Ко второй половине XX века население значительно увеличилось в результате открытия запасов нефти и природного газа в провинции. Между 1970-х и 1980-х годами Неукен считался одним из быстрорастущих городов Аргентины.
| Год  | Население |
| ---- | --------- |
| 1960 | 16.738    |
| 1970 | 43.070    |
| 1980 | 90.089    |
| 1991 | 167.296   |
| 2001 | 201.868   |
| 2010 | 231.780   |

### Религия

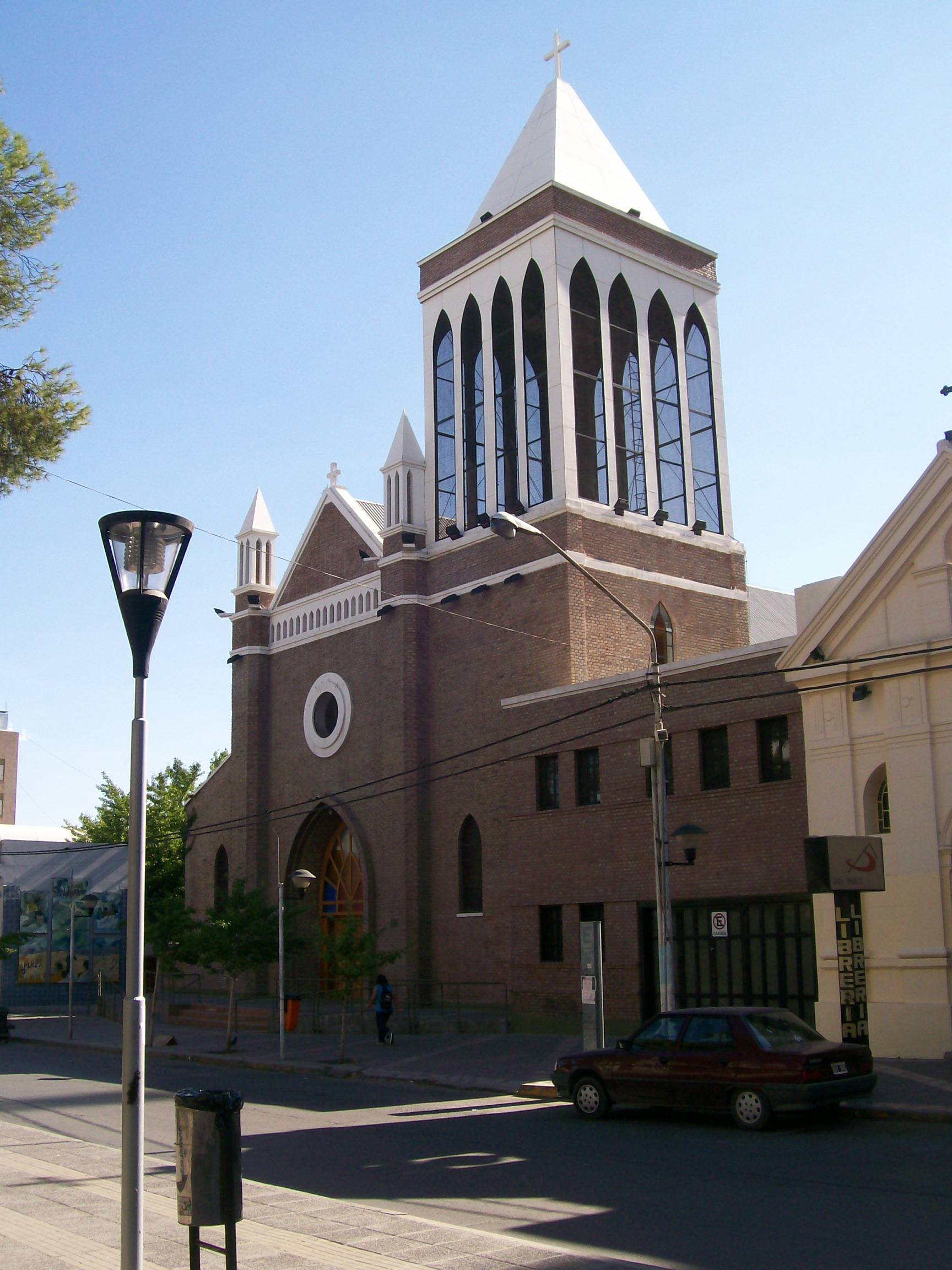
Кафедральный собор

В 2018 году насчитывалось 423 храма разных конфессий на территории города. Большинство принадлежит различным евангельским церквям и находились в экономически слабых районах на западе. Несмотря на то, что евангельские церкви значительно увеличили своё влияние в регионе в течение 2000-х и 2010-х годов, более 80% жителей в 2017 году считались католиками. Среди христианских деноминаций представлены и другие группы, такие как церковь адвентистов седьмого дня, свидетели Иеговы и движение святых последних дней.
Иудейская община в городе организована в Еврейском центре Неукена, который является единственным иудейским центром в провинции. К тому же в городе в 2014 году действовали два буддийских храма, и около 25 групп бразильской синкретической религии умбанды в департаменте Конфлуэнсии в 2017 году.
В 1961 году была основана епархия Неукена, в которую входит вся провинция. Со дня основания город был выбран её центром, а кафедра епископа — в соборе Maria Auxiliadora.

### Социальные классы
Состоятельные жители города проживают главным образом в районах с большой долей частного жилья, домах на севере города, вблизи реки Лимай и историческом центре.
Неблагополучные кварталы расположены в изолированных секторах на юге, а с недавнего времени и на западе города. Эти секторы — самая небезопасная зона Неукена, так как они являются местом сосредоточения криминала.
Вокруг аэропорта расположены фермы. Социальный состав жителей этих районов города неоднороден, потому что в них живут и местные землевладельцы, владеющие фермами, и владельцы небольших фирм, а также фермеры с уровнем жизни выше среднего.

### Этнографический состав населения
До прихода испанцев население, проживавшее на территории современного города, было представлено индейцами Арауканы и Теуэльче. В XIX веке аргентинское правительство истребило арауканское население и заняло их территорию. В первых декадах XX века в Неукен прибыли иммигранты из Европы (преимущественно из Испании и Италии), Сирии и Ливана. Во второй половине XX века в Неукен прибыло множество мигрантов из различных аргентинских провинций, а также из Чили. С начала 2000-х годов Неукен стал привлекательным местом для иммигрантов из Боливии. На фоне кризиса в Венесуэле прибыло большое количество мигрантов оттуда в 2010-х годы, ищущих работу главным образом в местной нефтяной отрасли, а также другие специалисты, такие как врачи, биохимики и переводчики. С 2015 года наблюдается приток китайских мигрантов, прибывшие из других городов Аргентины, желающих работать в торговой отрасли.

### Социальные проблемы
Многие дома в отдельных районах на юге, а с недавнего времени и на западе города, незаконно построены малоимущими людьми. В этих кварталах часто отсутствуют коммунальные услуги, в них совершается большинство преступлений города. Несмотря на то, что город развивается и растёт уже несколько десятилетий, бедность, как в городе, так и в провинции, остаётся на высоком уровне и продолжает расти. На этот факт пытаются обратить внимание различные организации, например, католическая церковь.
По состоянию 2004 года, Неукен считался безопасным по сравнению с другими аргентинскими городами. Однако ситуация ухудшилась с 2000-х годов с ростом города. Самой критичной зоной считаются западные районы, хотя преступность распространилась на центр и восток в форме грабежей и краж. Преступная деятельность влияет в Чиполлетти, где она растёт больше других городов в провинции Рио-Негро.

## Власть и политика

### Административное деление
Площадь города — 63 км². Неукен административно разделён на 49 районов.: Многие районы города имеют одинаковые названия, содержащие уточнения по частям света (северная, южная, восточная, западная или центральная). Районы города:
- Alta Barda
- Altos del Limay
- Area Centro Este
- Area Centro Oeste
- Area Centro Sur
- Bardas Soleadas
- Barrio Nuevo
- Belgrano
- Bouquet Roldan
- Canal V
- Ciudad Industrial Jaime de Nevares
- Colonia Nueva Esperanza
- Confluencia Rural
- Confluencia Urbano
- 14 de octubre y COPOL
- Cuenva XV
- Cumelen
- Don Bosco II
- Don Bosco III
- El Progreso
- Gran Neuquen Norte
- Gran Neuquen Sur
- Gregorio Alvarez
- HIBEPA
- Huiliches
- Islas Malvinas
- La Sirena
- Limay
- Mariano Moreno
- MELIPAL
- Militar
- Parque Industrial
- Provincias Unidas
- Rincon de Emilio
- Rio Grande
- San Lorenzo Norte
- San Lorenzo Sur
- Santa Genoveva
- Sapere
- Terrazas del Neuquen
- Union de Mayo
- Valentina Norte Rural
- Valentina Norte Urbano
- Valentina Sur Rural
- Valentina Sur Urbano
- Villa Ceferino
- Villa Farrell
- Villa Florencia
- Villa Maria

### Администрация города
Городское правительство было создано в 1905 году. Мэр возглавляет исполнительную власть в муниципалитете. Муниципальный совет, которому принадлежит законодательная власть города, состоит из 18 чиновников, избираемых сроком на 4 лет. С августа 1995 года в городе действует местная конституция, согласно которой мэр избирается сроком на 4 года. К тому же действует городской окружной суд, занимающийся нарушениями законов, установленных при исполнении полномочий муниципальной полиции.

#### Главы города

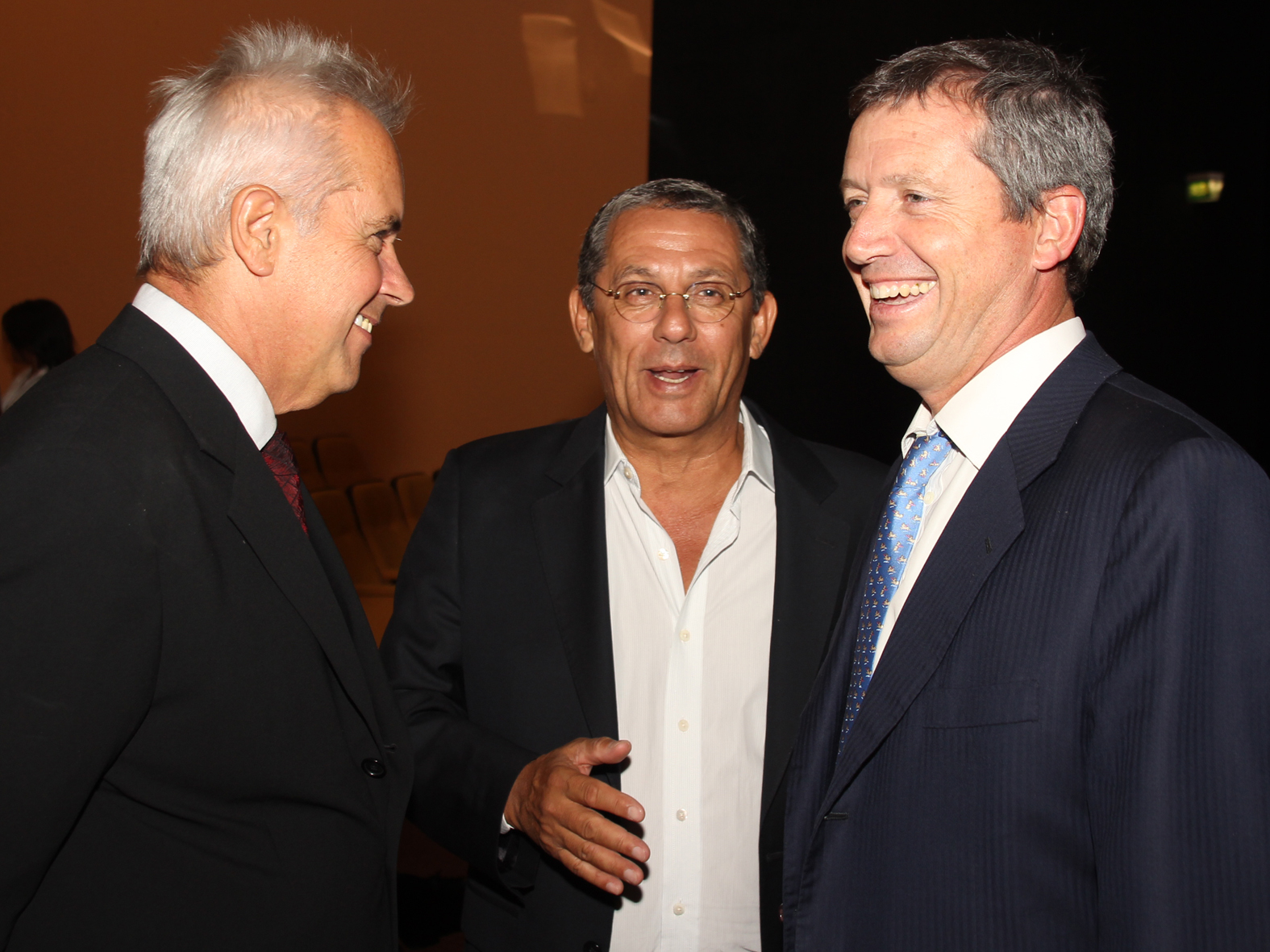
В центре — многолетний мэр города Орасио Кирога

Хотя Неукен получил статус города в 1904 году, первый бургомистр, Педро Линарес, занял свой пост в 1906 году. К началу января 2021 года на посту градоначальника Неукена побывало уже 83 человека. Хотя провинциальная партия Movimiento Popular Neuquino правила городом с различными деятелями с её основания в 1961 году дольше всех других партий, Орасио Кирога (ГРС) занимал должность мэра 16 лет в четырёх сроках, дольше, чем кто-либо другой. Во время правления Кироги в городе был принят значительный ряд общественного строительства и он считается одним из выдающихся в провинциальной политике.

### Провинциальные власти
В 1904 году город стал столицей провинции. Тогда же из Чос-Малаля были перенесены правительственные архивы и имущество управы, переехали чиновники и их семьи. В связи с тем, что город Неукен является столицей одноимённой провинции, в нём расположены все местные госучреждения. Провинциальный правительственный дворец, в котором работает губернатор, избирающийся на 4 года, находится на пересечении улиц Рока и Ла-Риоха. Среди других значительных провинциальных учреждений стоит отметить Верховный Суд правосудия, являющий главным политическим и административным органом судебной власти и провинциальная легислатура, которая служит главным органом законодательной власти.
В городе находятся центральный офис единственной провинциальной политической партии Movimiento Popular Neuquino, действуют филиалы различных национальных партий.

### Флаг
12 сентября 2010 года, на 106-ю годовщину, был впервые поднят официальный флаг города. Церемонию посетили провинциальные и муниципальные чиновники, а также военные и представители соседних государств. Среди посетителей были губернатор провинции Хорхе Сапах и мэр Мартин Фарисано. Дизайн архитектора и художника Карлоса Альберто Хуареса победил в открытом публичном конкурсе, в котором было рассмотрено 75 предложений. Флаг имеет фон голубого цвета и две волнистые ленты, которые символизируют слияние рек Лимай и Неукен, опоясывающих город.

## Экономика
Поскольку Неукен — столица одной из самых богатых провинций в Аргентине, в нём представлено много филиалов фирм и финансовых учреждений. В городе находится главный филиал Банка Провинции Неукен.. Вследствие того, что Неукен является одним из крупнейших городов аргентинской Патагонии и постоянно развивается, он притягивает инвестиции национальных и международных компаний, а также мигрантов из различных провинций страны и пограничных стран (главным образом из Чили, но с недавнего времени растёт число иммигрантов из Боливии).
Плодоводство и нефтяная промышленность традиционно являются крупнейшими экономическими отраслями города. Строительство считается исторически важной отраслью в городе. С 2010-х годов зарегистрирован значительный рост туристического сектора.
Несмотря на то, что в агломерате Неукен-Плоттиер в 2019 году зафиксирован 5,4 % уровень безработных, это ниже, чем в среднем по стране (10,6 %), уровни бедности и крайней бедности достигли 28,6 % и 4,4 % соответственно.

### Добыча природных ресурсов
Провинция Неукен является одним из лидеров в производстве энергии в Аргентине. Первые запасы нефти открыты в 1918 году в 109 км к западу в зоне нынешнего Пласа-Уинкуля. Открытие нефтяных скважин недалеко от посёлка Чальяко между Пласа-Уинкулем и Неукеном стало важным событием для национальной энергической сферы. В 1977 году началась добыча газа в Лома-де-ла-Лате, одном из важнейших газовых и нефтяных месторождений в Аргентине. Провинциальное производство нефти достигло пик более 300 000 баррелей в 1998 году, а газовое более 75 миллионов м³ дневно в 2004 году. Городок Аньело, в 101 км к северу от Неукена, является операционным центром гигантской сланцевой формации Вака-Муэртой, одной из крупнейших в мире.
Крупнейшая провинциальная добыча ресурсов привела к экспоненциальному росту населения и буму рынка недвижимости. В связи со своей ролью административного и финансового центра провинции в городе действуют многие нефтяные газовые компании национального и международного значения, такие как Petrobras, Schlumberger, Chevron, Techint, YPF и TGS.

### Сельское хозяйство
На территории города и пригородов выращивается множество яблок, груш и в меньшей степени винограда. Регион верховья и средней долины реки Негро является главным по производству таких фруктов в Аргентине. Доступность речной воды, режим осадков и ирригационные каналы дали толчок развитию интенсивного земледелия. Яблоки и груши реализуются на местном рынке и экспортируются в страны МЕРКОСУР, США, Европу и Россию. Налажено производство фруктовых соков для внутреннего потребления и экспорта.
Рядом с областной магистралью № 7 расположен центральный рынок Неукена, на котором продаются овощи и фрукты из разных департаментов и провинций страны. Он является главным поставщиком таких продуктов в регионе. Сельскохозяйственная продукция, предназначенная для экспорта, вывозится главным образом через порт города Сан-Антонио-Эсте, в 440 км от зоны производства. Хотя с поздних 2010-годов чилийские порты, такие как Вальпараисо приобрели значение для местных предпринимателей.
На северной окраине города расположены винные погреба, которые представляют интерес для туристов и по городкам Аньело, Сан-Патрисио-дель-Чаньяр и Сентенарио проходит местный «Маршрут Вина». Виноградники орошаются за счёт оросительных каналов.

### Промышленность
На севере Неукена расположена промышленная зона, созданная в 1970-х годах. В нём располагается большинство производственных предприятий, работающих в Неукене. Важнейшие отрасли — металлургическая промышленность, лесозаготовительные предприятия и производство керамики. В связи с растущей добычей нефти и газа в сланцевом месторождении Вака-Муэрте, площадь промышленной зоны увеличилась на 79 % между 2007 и 2015 годами и при невозможности построить больше промышленных предприятий в городе, провинциальные власти рассматривают их строительство в близких городках.

### Туризм
Неукен — типично не туристический город, но будучи столицей провинции, имеющей много природных достопримечательностей (особенно на юге), он привлекает большинство туристов, которые направляются в Сан-Мартин-де-лос-Андес или в южную часть провинции. Несмотря на стереотип города как остановки в пути на юг, туристический сектор сильно развивался с 2000-х и 2010-х годов с растущим числом туристов, среди прочего, благодаря новым достопримечательностям, таким как Прогулка на взморье и Фестиваль Конфлэнсии. Постепенно растёт роль делового туризма, проводится ряд бизнес-форумов и других мероприятий.
В течение всей истории города власти придерживались политики обеспечения достаточного количества продовольствия и жилья для туристов. После сооружения железной дороги в 1902 году существовавшие гостиницы были расширены, и ещё много было построено в течение XX века. В 2015 году в Неукене работали более 20 гостиниц, соответствующих требованиям гостей города.

### Торговля
В городе активно развивается торговая отрасль, особенно в Эль Бахо, к югу от желёзной дороги и с 2000-х годов в густонаселённом западном секторе. Работают такие крупные международные и национальные торговые сети как Carrefour, La Anónima, Coto. Существуют многочисленные торговые и торгово-развлекательные центры («Alto Comahue», «Portal de la Patagonia», «Paseo de la Patagonia», «Paseo del Sol» и др.).

### Банки
В Неукене открыты филиалы национальных и международных банков, а также обменные пункты. Почти все финансовые учреждения расположены в Эль Альто, северной части города.
Крупнейшими банками Неукена являются Citibank, HSBC, Banco Nacion, Banco de la Pampa, Banco Galicia, Banco Hipotecario, Banco Credicop и др.. В городе находится башня BPN, являющаяся штаб-квартирой госбанка провинции Неукен Banco Provincia del Neuquén.

### Связь
Первым средством связи в регионе был телеграф. Первый телефон появился в городе в 1913 году. От Неукена телефонная линия распространилась на запад и постепенно проникла в дальние районы на востоке провинции.
Операторы мобильной телефонной связи: Movistar, Personal, Claro.
Операторы стационарной телефонной связи: Telefonica, Telecom Argentina.
Интернет-провайдеры: Speedy, Arnet, Fibertel, Calfnet.

## Транспорт
В начале XX века добраться до Неукена было непросто, при этом путешествие из Буэнос-Айреса длилось почти 2 месяца. Некоторые добирались по воде до Кармен-дэ-Патагонес и либо продолжали путешествие по суше, либо плыли на пароходе к Генераль-Рока и оттуда продолжали путешествие на повозках.
Ввиду возможной войны с Чили аргентинское правительство подписало контракт с английской фирмой Ferrocarril Sud о строительстве железной дороги. Войны не произошло, поэтому железная дорога стала использоваться для транзита пассажиров и грузов. Железная дорога помогла развитию торговли с крупными городами провинции Буэнос-Айрес (особенно с самой столицей и городом Баия-Бланка).
Позднее в городе появились аэропорт и автобусная станция для рейсов дальнего следования.
В Неукене городской транспорт представлен такси и автобусами.

### Автомобильный
В 1937 году введён в эксплуатацию первый автомобильный мост через реку Неукен, который соединил город с Чиполлетти. Мост является частью национальной магистрали 22, главной автострады в городе. В 1997 году между автомобильным и железным мостами построен новый мост для продолжения автострады, которая пересекает город и ведёт далее к Плоттьеру. Из Плоттьера национальная магистраль 22 ведёт на запад. Сенильоса, Пласа-Уинкуль и Кутраль-Ко — крупнейшие города на пути следования магистрали между Неукеном в начале и окончанием на западе страны.
В 2014 году завершено строительство северной автострады, которая начинается в Чиполлетти и проходит в обход города, разгружая движение по 22-й национальной магистрали до Плоттьера.
Провинциальная магистраль 7 является северным въездом в город. Она ведёт на север и соединяет Неукен с Сентенарио, а оттуда продолжается до соседнего города Синко-Сальтос в провинции Рио-Негро. Через магистраль идёт большой объём транзита, потому что она ведёт к Аньело, операционному центру формации Вака-Муэрты. Местные называют её «магистраль нефти».
Провинциальная магистраль 74 провинции Рио-Негро является южным въездом в Неукен. Она соединяет город с деревней Лас-Перлас провинции Рио-Негро через мост Lembeye, переброшенный через реку Лимай. До 2001 года единственным средством сообщения с Лас-Перлас был паром.

### Железнодорожный

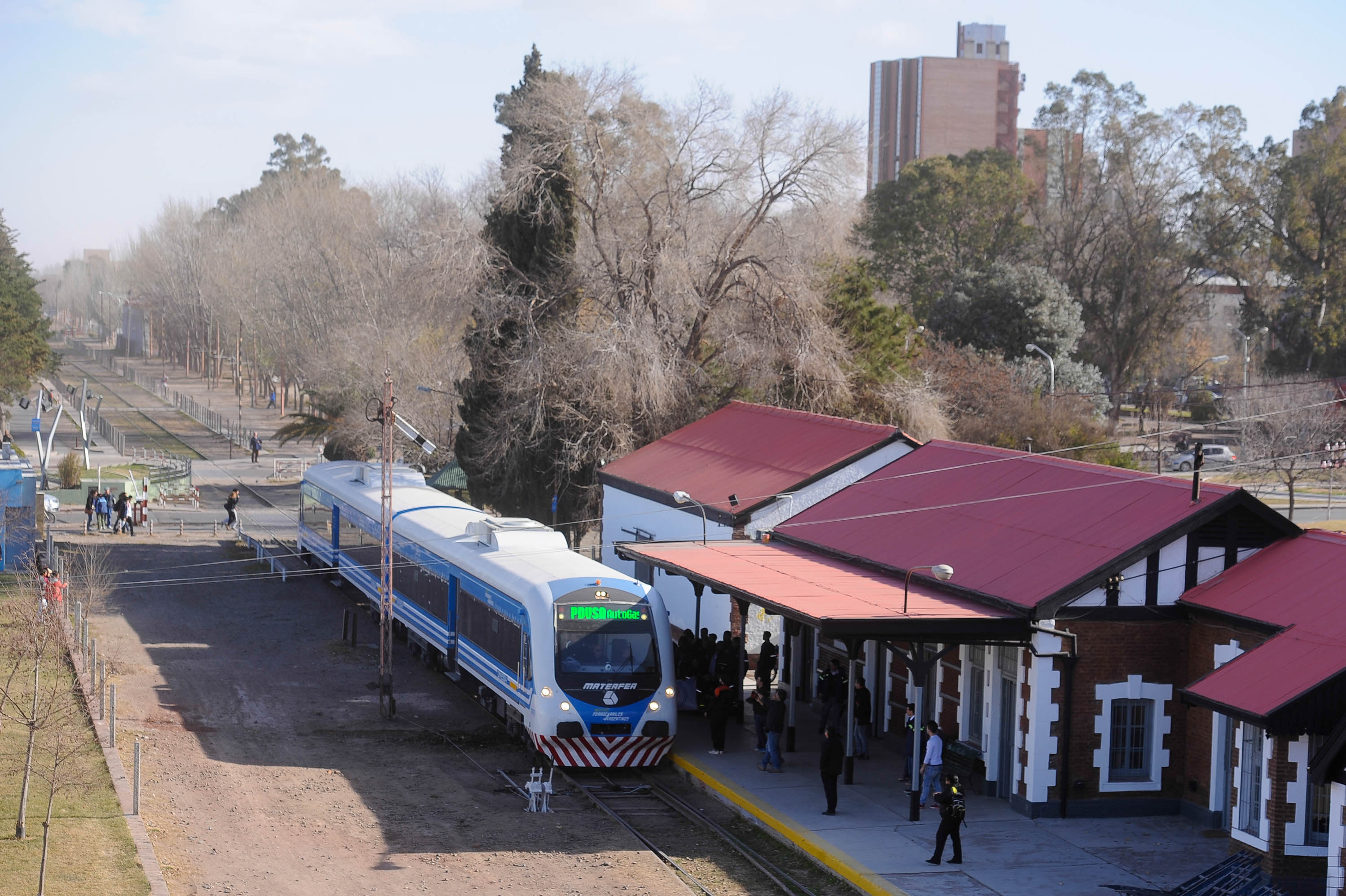
Вокзал Неукена

В начале XX века железнодорожный транспорт имел большое значение. В 1991 году на фоне приватизации аргентинских желёзных дорог, пассажирский маршрут был отменён и поэтому железная дорога использовалась только для грузоперевозок (главным образом полезных ископаемых и фруктов) между Сапалой и Баия-Бланкой до 2015 года. В том году возобновились пассажирские перевозки между городами, расположенными в долине рек Рио-Негро и Неукен. Линия названа «Поезд долины».

### Воздушный
Аэропорт «Президент Перон» находится в 6 километрах к западу от города. Он принимает воздушные суда среднего размера, такие как Boeing 737 и является одним из крупнейших аэропортов в аргентинской Патагонии. Из него ежедневно осуществляются рейсы на Буэнос-Айрес и Комодоро Ривадавия, имеется также ряд рейсов в другие города Аргентины. В нём базируется аэроклуб Неукен.

### Автобусы

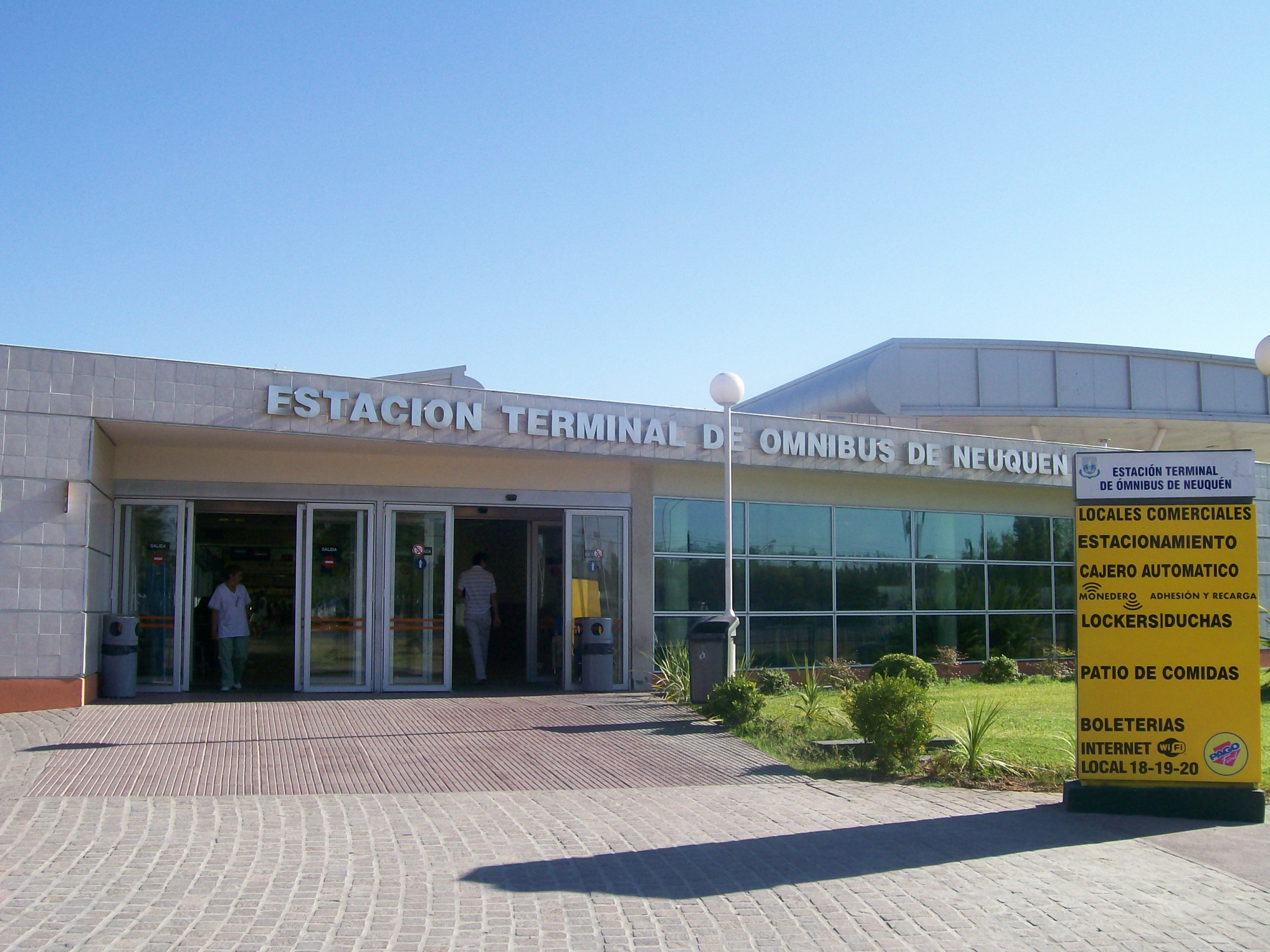
Автобусная станция Неукена

#### Национальные и международные автобусные линии
Междугородные автобусные рейсы отправляются с автобусной станции ETON, которая была открыта в 2005 году. Она считается одной из самых современных автобусных станций Аргентины. На станции представлены крупнейшие автобусные фирмы страны и маршруты, связывающие город со значительным количеством населённых пунктов как Аргентины, так и Чили.

#### Местные автобусные фирмы
По состоянию на 2021 год «Autobuses Neuquén» — главная автобусная фирма, работающая в сфере городского транспорта в Неукене. С 2019 года маршруты сети метробус соединяют многолюдные западные части города с центром по проспекту del Trabajador. Другие фирмы, такие как «Ko-Ko» или «Peuquenches», занимающиеся междугородним сообщением в регионе верховья долины реки Негро имеют остановки в разных точках города включая ETON.

## Здравоохранение
В Неукене наиболее развитая система здравоохранения в провинции. Госпиталь «Доктор Кастро Рендон» является самой многопрофильной больницей в городе и в провинции. В городе работают также две муниципальные больницы: «Букэт Рольдан», которая находится в районе «Сирэна», и «Доктор Горасио Геллер», расположенная на востоке города. Обе больницы способны принять большинство пациентов, разгружая, таким образом, центральную больницу, вместимость которой ограничена.
Помимо городских больниц, в Неукене работают многопрофильные частные клиники. Для лечения в город приезжают как из провинции Неукен, так и соседних городов провинции Рио-Негро.

### Городские больницы
Из трёх городских больниц первым открыт госпиталь «Доктор Кастро Рендон» (в 1913 году), который назывался вначале Народная медицинская помощь и имел только одну палату с 15 кроватями. Теперь это крупнейшая больница провинции. Госпиталь имеет 9 уровень.
В районе Ла-Сирэна находится госпиталь «Букэт Рольдан». В районе Сан Лоренсо, на востоке города, расположен госпиталь «Доктор Горасио Геллер». Оба госпиталя имеют 4 уровень.
В сентябре 2022 года началось строительство «Северо-Патагонской Больницы» на плато. Больница запланированна высшейшей в регионе по уровню.

### Частные клиники
В Неукене работают такие многопрофильные частные клиники как CMIC, которая была основана в 1991 году. Поликлиника Неукена на улице Rivadavia и клиника Пастер на улице La Rioja также считаются главными частными клиниками региона. Стоит отметить педиатрическую клинику Сан Лукас, принадлежащую группе Сан Лукас и существующую в регионе около 20 лет. Клиника считается самым крупным педиатрическим учреждением на севере аргентинской Патагонии.

## Образование
Неукен располагает многопрофильными образовательными центрами, многочисленными институтами культуры и искусства. Заметной разницы в уровне образования между частными и государственными школами нет, несмотря на то, что большое количество детей среднего и богатого сословий, вследствие многократных забастовок преподавательского состава государственных школ, воспитывается в частных школах. Город считается одним из важнейших центров высшего образования в аргентинской Патагонии.
В Неукене система образования организована согласно аргентинской системе. В нём представлена вся цепочка получения образования: дошкольное, первичное, среднее и высшее. Органический провинциальный закон об образовании № 2945 регулирует все уровни, кроме университетов. В согласии с национальной системой, провинциальный закон рассматривает образование как личное и социальное право, и обязывает провинциальное правительство обеспечить бесплатное светское образование. Есть государственные и частные образовательные учреждения, все действуют по провинциальному закону.
Город принадлежит первому и восьмому регионам системы образования провинции Неукен.

### Начальное и среднее образование
Первая народная школа являла собой небольшое кирпичное здание, имевшее одну классную комнату. В то время лишь немногие дети посещали школу, так как многие из них были заняты на сельских работах. Когда число школьников возросло, уроки приходилось проводить в домах жителей.
Обучение в начальных школах длится 7 лет. В провинции Неукен также действует обязательное среднее образование, которое длится 5 лет. Эта одна из первых провинций Аргентины, в которой введено обязательное среднее образование, несмотря на то, что во всей стране наблюдается заметный отток учащихся из средних школ. Народные лицеи делятся на провинциальные центры среднего образования (CPEM) и провинциальные школы технического воспитания (EPET). Среди частных лицеев имеются как религиозные лицеи — как, например, «Коллеж Дон Боско», так и светские, например, «Двуязычный коллеж Неукена».
В 2019 году в Неукен имелось 82 дошкольные учреждения (49 муниципальных а 3 частные), 92 начальные школы (66 муниципальных и 26 частных), и 71 учреждения среднего образования, среди них 53 лицея (30 муниципальных и 23 частных), предлагающие различные специальности, такие как экономику, технику, художественные науки.

### Высшее образование
В 1965 году был основан первый провинциальный университет — Университет Неукена. После его объединения с другими вузами в 1972 году создан Национальный Университет Комауе, ставший важным образовательным центром региона. Несмотря на то, что он имеет филиалы в соседних городах, в Неукен приезжают студенты из Плоттьера, Чиполлетти и других городов.
Также в городе работают кампусы национальных университетов, таких как университет Флореса, Католический университет Сальты и университет Блас-Паскал.
Несмотря на то, что традиционно, как и во многих других городах Аргентины, зачастую молодые люди предпочитают учиться в высших учебных заведениях Буэнос-Айреса, Ла-Платы или других крупных городов, в которых представлено больше специальностей, с 2010-х годов Неукен привлекает студентов из других городов Аргентины и иностранцев, главным образом из Чили.

### Другие учебные заведения
В Неукене расположена школа марионеток — Провинциальная школа марионеток Алисия Мурфи (исп. Escuela Provincial de Titeres Alicia Murphy). В ней действуют классы кукольного театра, актёрского мастерства и драматического театра.
В городе функционирует провинциальный музыкальный вуз, основанный в 1968 году. Также артистическое образование получают в Провинциальной школе искусств «Мануэль Бельграно», открытой в 1960 году и названной в честь аргентинского политика Мануэля Бельграно.

## Культура
Город является крупным культурным центром аргентинской Патагонии. Работают крупные музеи, много библиотек. По всему городу расположены многочисленные исторические памятники.

### Музеи и галереи

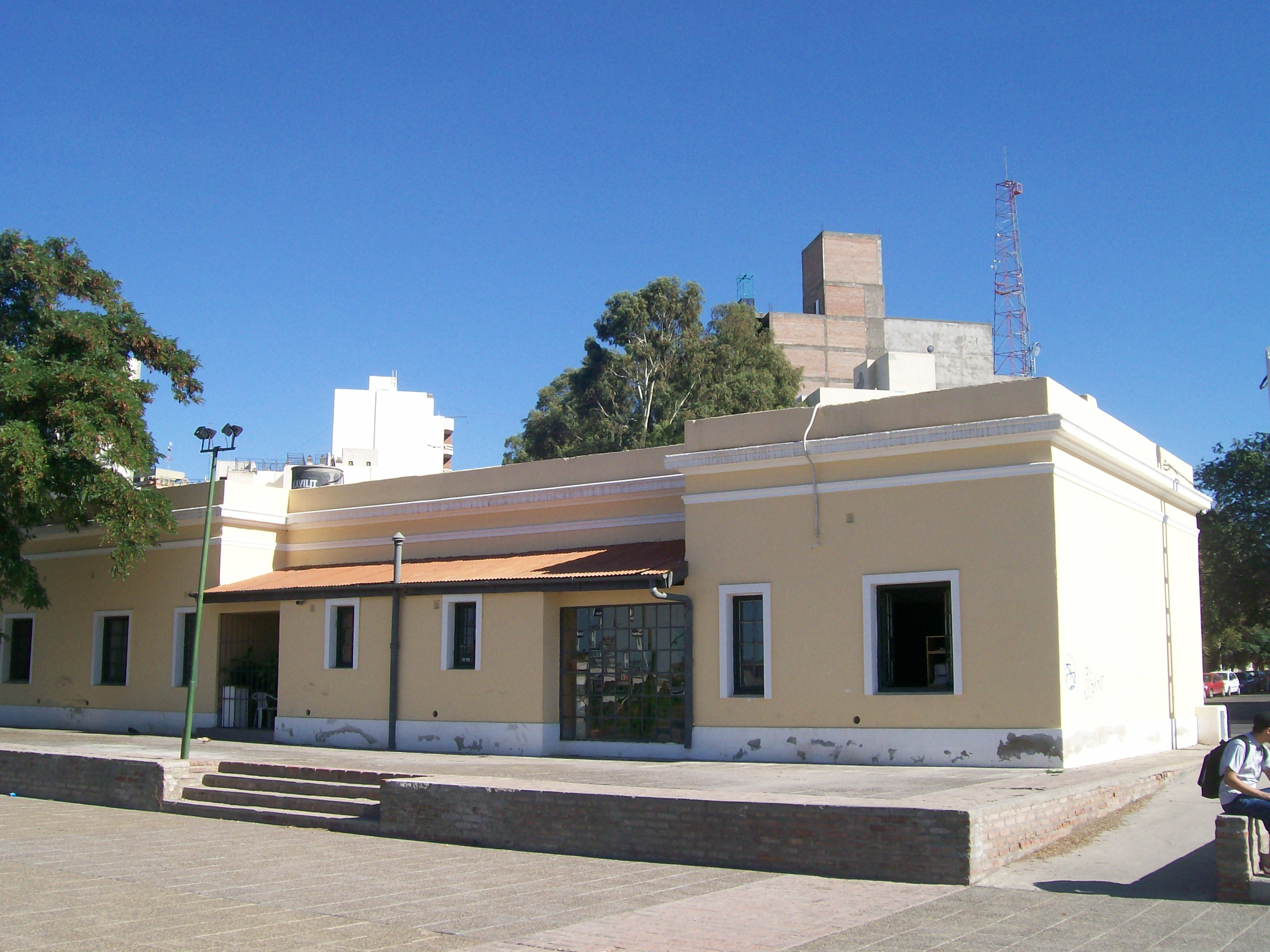
Музей города «Парахе Кофлуэнсия»

- Муниципальный музей Грегорио Альвареса был открыт в 1986 году в здании железнодорожной мастерской и депо в центральном парке, построенном в 1901 году[193]. В здании сохраняются элементы железнодорожной архитектуры начала XX века, объявленные провинциальным историческим наследием в 1993 году[194]. В нём выставляются антропологические элементы, связанные с коренным населением провинции и произведения искусства разных видов[195].
- Филиал национального музея искусств с 2004 года в городе открыто постоянное отделение национального музея искусств Аргентины. Общая площадь экспозиций музея, расположенного в центральном парке, — 2 500 м. Здание спроектировано архитектором Марио Альваресом, имеет четыре выставочных зала, библиотеку и аудиторию на 400 человек[196].
- Музей Место слияния[197] расположен в колониальном здании, которое находится возле железной дороги на востоке центрального парка. В музее показаны образцы, принадлежащие коренным народам северной Патагонии, а также предметы и информацию городской истории. В нём работает библиотека и проходят художественные выставки[198].
- Картинная галерея Эмилио Сарако находится посередине между Музеем Единения и Муниципальным музеем Грегорио Альвареса. В галерее выставляются главным образом фотографии и картины местных художников. Галерея работает в железнодорожном здании 1911 года постройки, имеющем статус исторического памятника города с 1993 года[199].

### Парки
Наиболее крупные площади расположены в центре города. Есть большие парки в каждой зоне города по сторонам света. Площади меньшего размера, такие как площадь Пио Гарделлию, находятся в районах города.
Центральный парк расположен между Эль Альто и Эль Бахо, географически в центре города. Это первый и самый большой парк города, находящийся на землях, принадлежавших железнодорожной фирме Ferrocarril del Sud. В нём находятся исторические здания начала XX века, такие как муниципальный музей Грегорио Альварес и вокзал Неукен, городской каток, пути с деревьями и фонтаны.

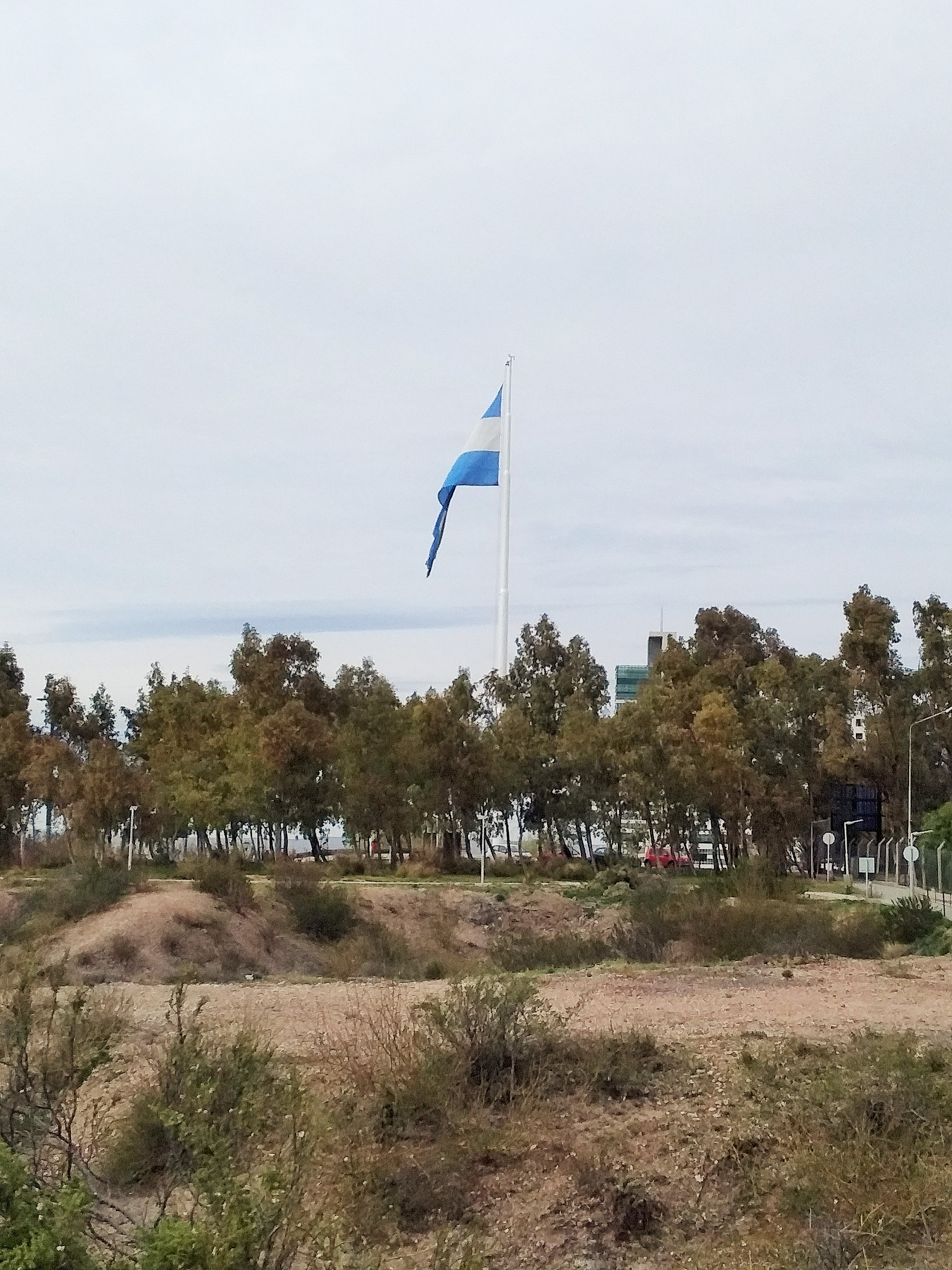
Вид Площади флагов с Северного парка

Северный парк занимает около 300 га в зоне плато. В нём несколько смотровых площадок с панорамным видом Неукена и Чиполлети. Местные там обычно занимаются походами и другими видами спорта. Недалеко от этого парка находятся городской лес и астрономическая обсерватория.
На реке Лимай находятся Южный парк и «Прогулка на взморье» на острове 132. В этом парке можно гулять по взморью реки, устраивать пикник, кататься на велосипеде и заниматься водными видами спорта.
В самом густонаселённой части города был открыт Западный парк. В этом линейном парке находятся лагуна района Сан-Лоренсо, культурный центр и футбольные поля. Место является популярным для наблюдения за птицами.
В районе Санта-Геновеве расположен Восточный парк вдоль берега реки Неукен. Изюминкой парка является вид на реку. В парке располагаются пешеходные дорожки, зелёные зоны, тренажёры.
Парк Хайме-де-Неварес был открыт на землях, принадлежавших бывшей исправительной колонии Н°9. Площадь парка 4,5 га. Он даёт городу зелёную зону с пешеходными тротуарами, велосипедными дорожками, культурным центром и скейт-парком недалеко от центра.

### Театры
Старейший кинотеатр в городе — Испанский кинотеатр, а первый театр города, существующий до сих пор, так и называется — Старый Театр. Здание испанского кинотеатра, которое находится на улице Avenida Argentina, открыто в 1938 году. Старый театр утром работает как бар, а вечером в нём проходят спектакли.

### Библиотеки
Первая библиотека открылась в Неукене 10 ноября 1928 года при аргентинском политике Хуане Альберди. Основанная жителями города, она стала второй библиотекой провинции (старейшая была открыта в Чос-Малале). В городе работает много публичных библиотек — общественных организаций, управляемых представителями населения города. Правительство не принимает участия в их управлении, но оказывает финансовую помощь. Также есть публичные библиотеки, находящиеся под управлением городского муниципалитета. По состоянию на конец 2009 года в столице провинции Неукен работает 31 библиотека.

### Культурные мероприятия
Летом в феврале проходит ежегодно Фестиваль Конфлуэнсии на Прогулке на взморье. В нём выступают национальные и местные музыкальные группы, и есть другие спектакли. Он считается крупнейшим народным праздником города.
С 2012 года проходит в городе ежегодная Международная книжная ярмарка Неукена.

## Спорт

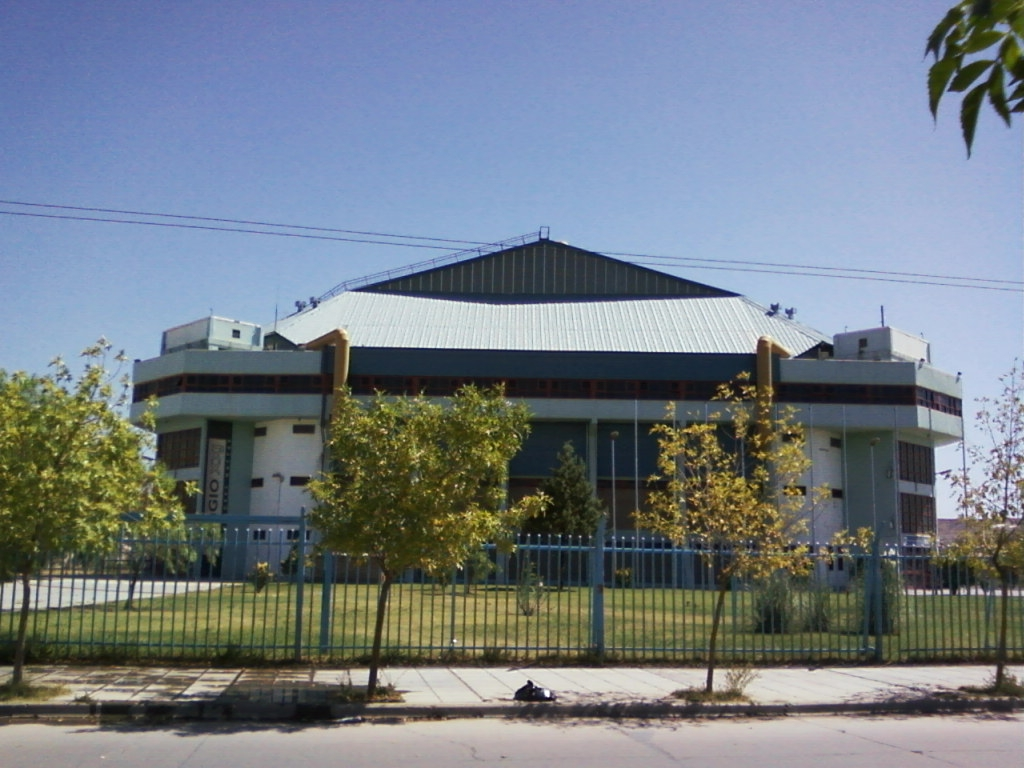
Стадион Рука-Че

В городе проводятся спортивные мероприятия Неукенской футбольной лиги, Неукенской федерации по гандболу, Неукенской баскетбольной федерации и состязания Неукенской федерации по фигурному катанию, а также соревнования по BMX, настольному теннису и спидскейтингу.
Баскетбольные, волейбольные и гандбольные матчи проходят на стадионе «Рука-Че». Это самый большой крытый спортивный комплекс Неукена. Открыт в 1995 году. Название стадиона происходит из арауканского слова рука, что значит дом и слово, а че означает люди. Можно перевести «Рука-Че» как «дом людей». Служит домашней ареной для волейбольной команды Gigantes del Sur, выступающей в национальной волейбольной лиге A1 Аргентины и баскетбольной команды «Атлетико Индепендьенте». На стадионе «Рука-Че» проходят также представления и концерты. Стадион «Ла-Чакра» вмещает 3000 зрителей и служит домашней ареной для футбольной команды «Атлетико Индепендьенте».
Детский и любительский спорт получает серьёзное развитие от распространённых в городе спортивных клубов и сети государственных центров физкультуры C.E.F. Государственная сеть предоставляет неформальные образовательные услуги физкультуры детям, подросткам и взрослым, предлагая постоянное обучение с целью формировать базу с большим количеством и разнообразием спортивных занятий и таким образом развивать спорт. C.E.F. 1 является крупнейшим и в нём предлагается выбор видов спорта, таких как волейбол, баскетбол, спортивная гимнастика и лёгкая атлетика.
В центральном парке расположен каток, который считается уникальным в регионе Комауэ, в котором проходят национальные и местные соревнования каждые пару лет.
На западе находится городской ипподром. Важнейший приз, разыгрываемый в скачках — «Карлос Пелегрини».
С 6 по 7 января 2009 года при проведении Ралли «Дакар» город стал конечной точкой этапа Якобаччи — Неукен и начальной точкой этапа до Сан-Рафаэля. Хотя в Неукене гоночных трасс нет, наблюдается в городе влияние автомобильного спорта ради автодрома соседнего города Сентенарио.

## Достопримечательности
В центре находятся исторические здания и памятники, связанные с историей города. С годами были построены новые интересные, такие как Фонтан столетия.
Среди исторических памятников Неукена — памятник Сан-Мартину, расположенный в центре города напротив муниципалитета. Он был построен к столетию со дня смерти генерала Сан-Мартина. Из-за его ключевого расположения он имеет значительное значение в местной культуре и является важным местом встречи жителей Неукена. Напротив находится фундаментальная пирамида, открыта в 1904 году и является одним из старейших монументов в городе.

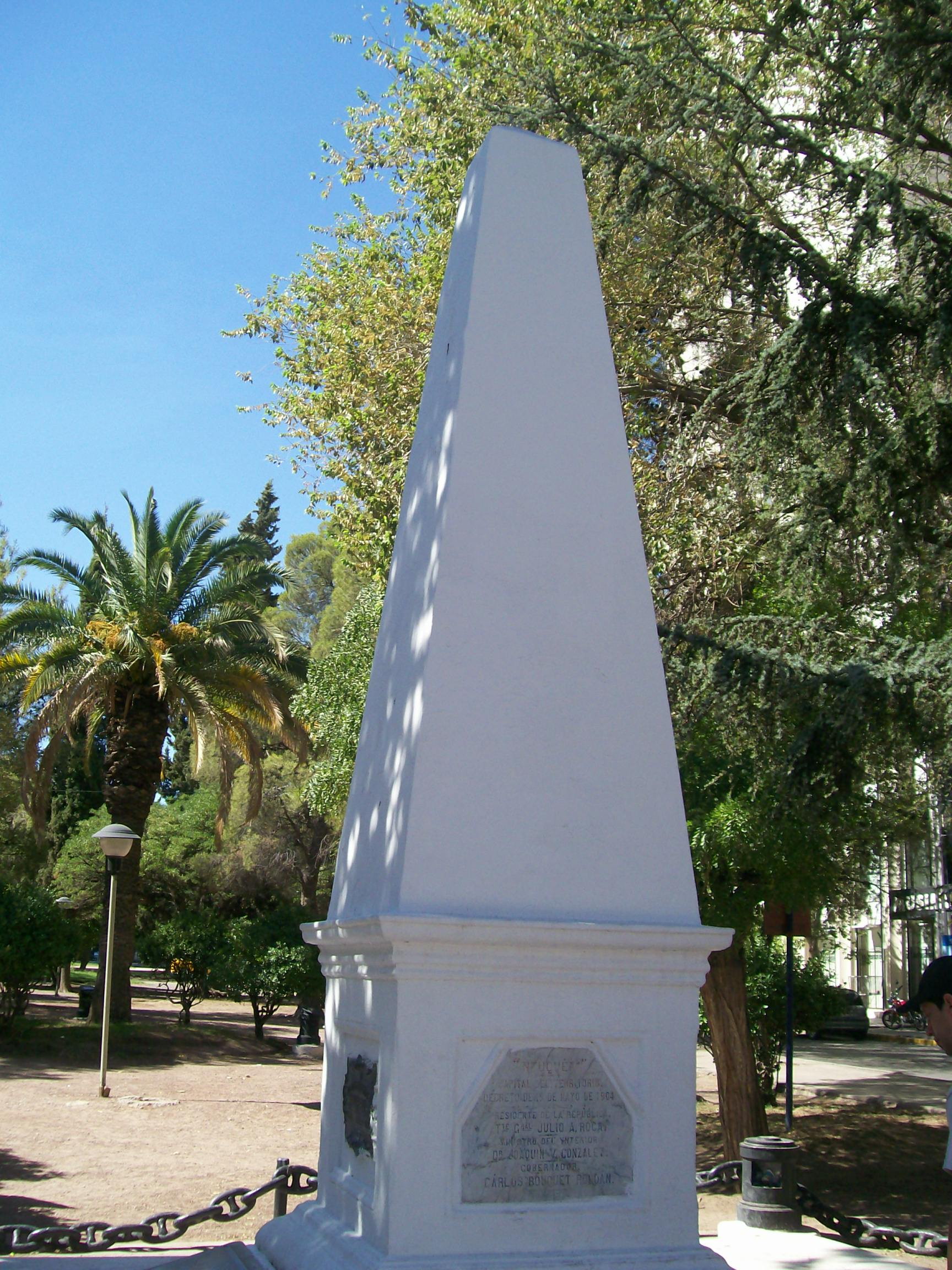
Фундаментальная пирамида

В центральном парке расположено множество достопримечательностей, среди которых железнодорожные здания в стиле начала XX века, такие как музей Грегорио Альварес и картинная галерея Эмилио Сарако. Также к важным достопримечательностям относится кенотаф аргентинским солдатам, погибшим во время британско-аргентинского конфликта.

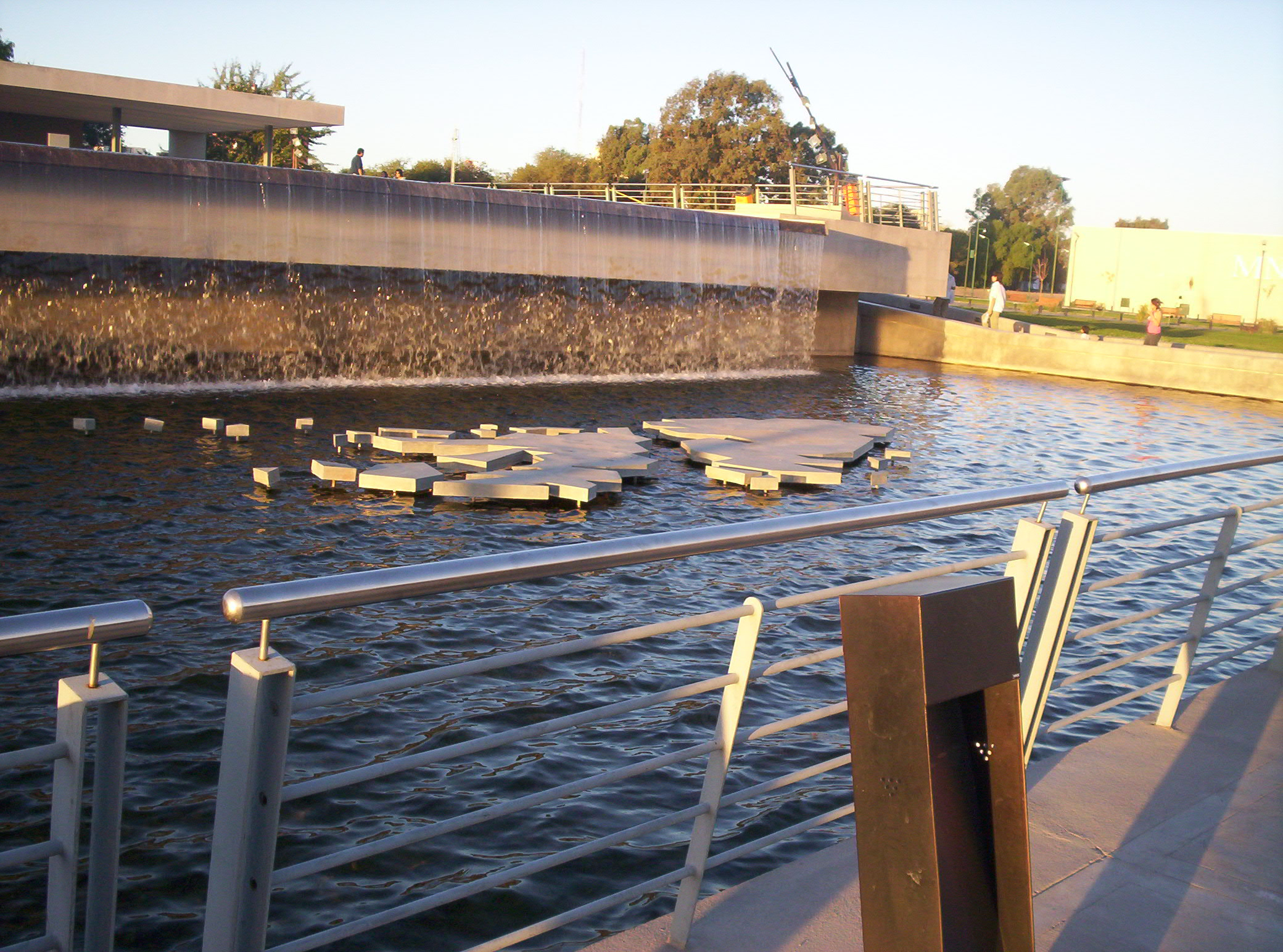
Памятник солдатам, павшим в британско-аргентинском конфликте

На улице Coronel Olascoaga к востоку от амфитеатра в центральном парке и к западу от картинной галереи Эмилио Сарако находится «Памятник матери», показывающий мать с сыном мапуче. Этот памятник подарен городу провинциальной полицией в 1965 году в знак благодарности матерям провинции.
На площадях вдоль проспекта Avenida Argentina можно видеть фонтан и различные мемориальные памятники, такие как статуя певцу Марсело Бербель, памятник Италии и первый киоск города, построенный в 1930 годах, в настоящее время недействующий. Напротив Собора Пресвятой Девы Марии Заступницы (исп. Catedral Maria Auxiliadora) находится на проспекте Площадь ремесленников, где продаются местные ремесленные изделия.
В северном парке находится Площадь флагов, которая является одной из самых известных площадей города наравне с площадью в центральном парке. На площади установлены флагштоки с национальным, провинциальным флагами и флаг посетителей. Дизайнеры оформили площадь с мотивами провинциальной идентичности: например фонтан символизирует слияние рек Неукен и Лимай.
Провинциальный правительственный дворец на пересечении улиц Roca и La Rioja открыт в 1929 году. На фасаде дворца — немецкие часы 1923 года. Также историческим зданием является бывшая железнодорожная станция Неукена, представляющая образец английского стиля архитектуры. Рядом проходит улица ремесленников. Здание ещё во многом сохранило первоначальный исторический облик. Напротив провинциального правительственного дворца расположена Площадь Роки (исп. la Plaza Roca), названная в честь генерала Хулио Роки.
В районе Сапере, близ мостов, соединяющих город с Чиполлетти, установлен монумент, посвящённый форсированию полковником Игнасио Фазерингемом быстрых вод реки Неукен в 1878 году во время завоевания пустыни.
Курорт на реке Лимай является популярным местом отдыха в жаркие дни.

## Развлечения
Неукен представляет многочисленные опции для развлечения. В центре города, особенно на выходных, часто проходят уличные спектакли. Здесь также находится испанский кинотеатр, самый старый в городе.
Недалеко от центрального парка, напротив Собора Девы Марии Заступницы, находится площадь, на которой по выходным проходит ярмарка ремесленников. В центральной части города много баров и ресторанов. В аэропорту имеется казино «Маджик», единственное в городе.
В городе интересная ночная жизнь. В центре работают рестораны и бары, в районах города недалеко от курортов на реке Лимай расположены дискотеки и пабы, которые открыты всю ночь, а также в выходные и праздничные дни.

### Курорты
Самый популярный летний курорт называется Рио-Гранде и находится на реке Лимае в южном конце проспекта Avenida Olascoaga. Рядом с курортом расположен остров 132, где сооружён амбициозный проект Прогулка взморья. Другие курорты на Лимае — Албино-Котро и Сандра-Канале. К тому же можно делать походы до междуречья рек Лимай и Неукен, зоны с натуральным пейзажем, яркой местной флорой и фауной.
Ещё курорт открыт в парке Ла-Еррадура, который расположен рядом с аэропортом.

## Известные люди, связанные с Неукеном
- Хорхе Собиш (родился в 1943) — аргентинский политик, губернатор провинции Неукен в 1999—2007 годах[238].
- Марсело Бербель (1925—2003) — известный аргентинский поэт, написал гимн провинции Неукен.
- Уго Бербель — народный певец, участник группы Los Hermanos Berbel.
- Маритэ Бербель — народная певица, участница группы Los Hermanos Berbel.
- Серхио Араухо (родился в 1992) — футболист, играет за клуб Барселона Б[239].

## СМИ

### Местные газеты
Газета «Неукен», которая вначале печаталась в Чос-Малале, а затем в Неукене, стала первой городской газетой. В городе издаётся газета La Mañana Neuquén, которая является главной в провинции. Также газета с самым большим в Патагонии тиражом, Rio Negro, из города Генераль-Рока в провинции Рио-Негро является популярной в регионе. Помимо этого, появились в последние десятилетие нетрадиционные газеты, такие как электронные Neuquén al instante и Minuto Neuquén.

### Телевидение и радио
В городе работают две станции частотной модуляции и большое количество станций амплитудной модуляции. В 2009 году в городе работали радиостанции:
| Частота   | Название                         |
| --------- | -------------------------------- |
| 600 кГц   | «ЛУ85 Радио Неукен»              |
| 103.7 МГц | «Радио Кальф-Университет Комауэ» |
| 104.7 МГц | «ФМ Рекорд»                      |
| 100.9 МГц | «Фрекуенция Рио»                 |
| 1400 кГц  | «Радио Кумбре»                   |
| 94.3 МГц  | «Радио Луна»                     |

Седьмой канал, принадлежащий группе «Telefe», является единственным местным телеканалом города. Он передаёт главным образом передачи канала «Telefe», а также некоторые местные передачи и новости. Также в городе доступен канал 10 «Генераль-Роки», связанный с сетью национального канала 13. Без установки специальной антенны в городе ловятся открытые каналы (седьмой канал Неукена и десятый города Генерал Рока) и другие. По кабельному телевидению доступно множество национальных и международных телеканалов. Официальная вещательная служба провинции RTN — Radio y Televisión del Neuquén имеет штаб-квартиру в её столице. В Неукене работают телекомпании DirecTV, Teledigital Cable и Neuquen Television, предлагающие большое число каналов телевидения.

## Города-побратимы
Список городов-побратимов:
| - Ноксвилл (англ. Knoxville), (США). - Тревизо (итал. Treviso), (Италия). - Вальдивия (исп. Valdivia), (Чили). |

## Фотогалерея

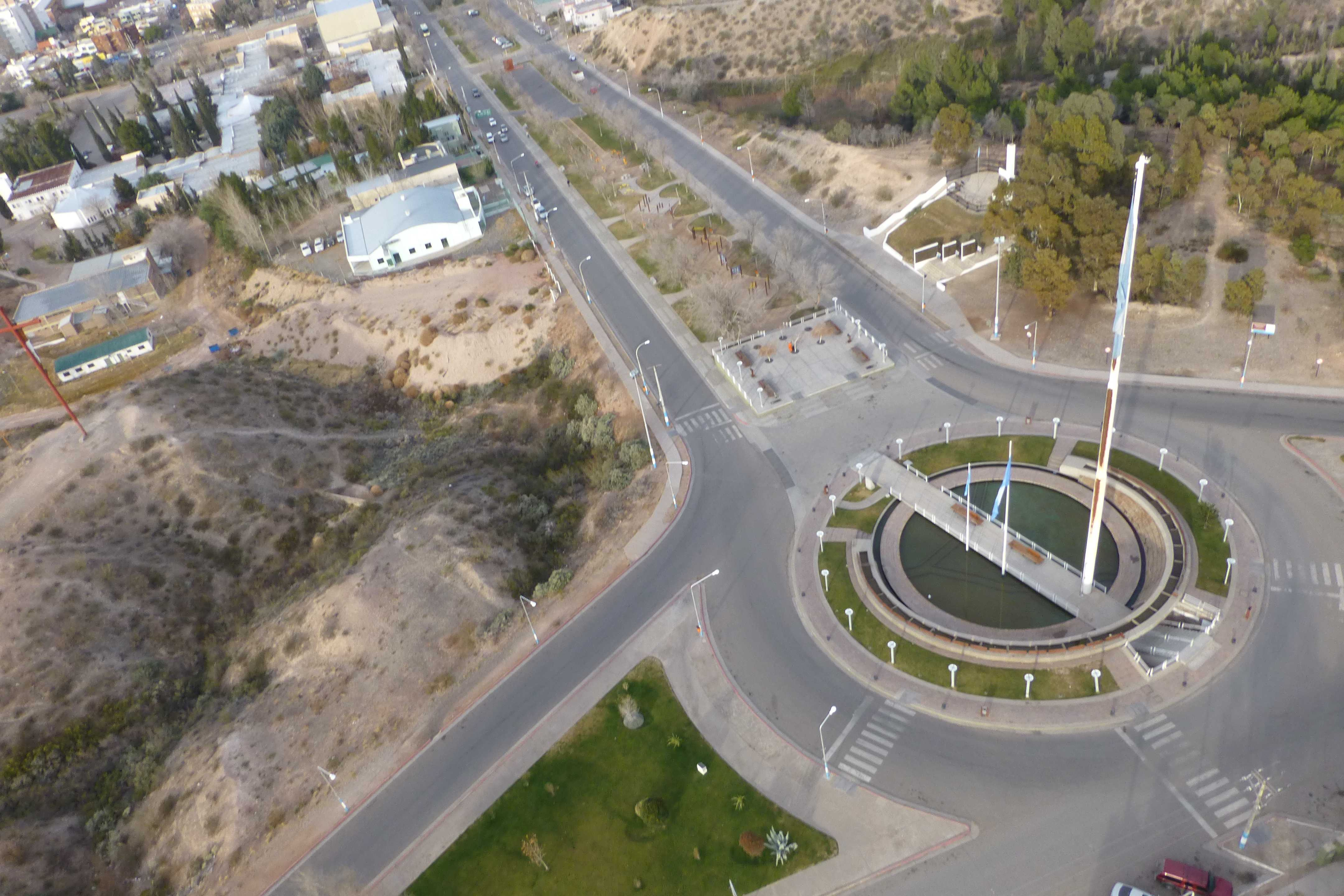
Площадь флагов
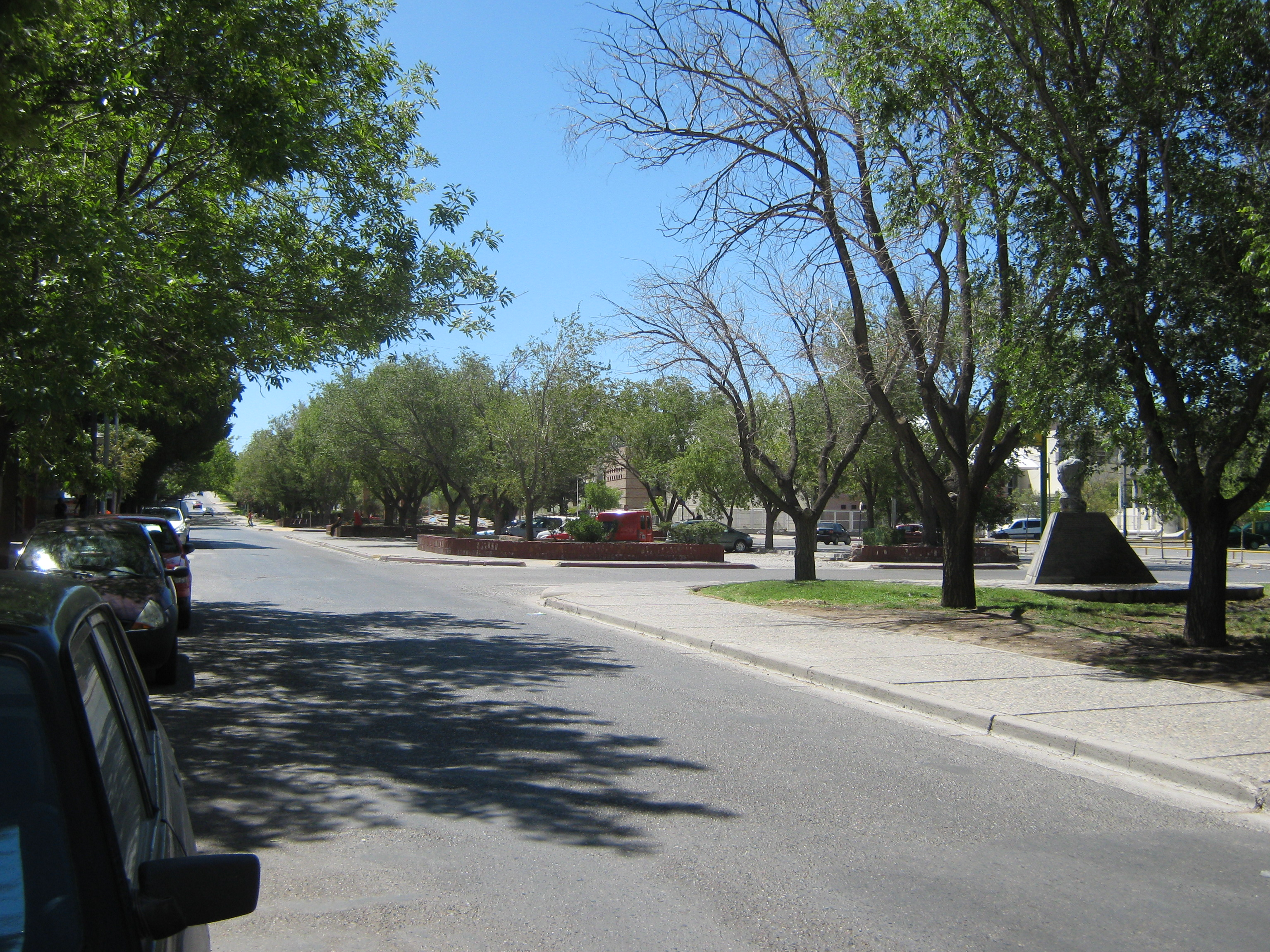
Проспект Avenida Argentina
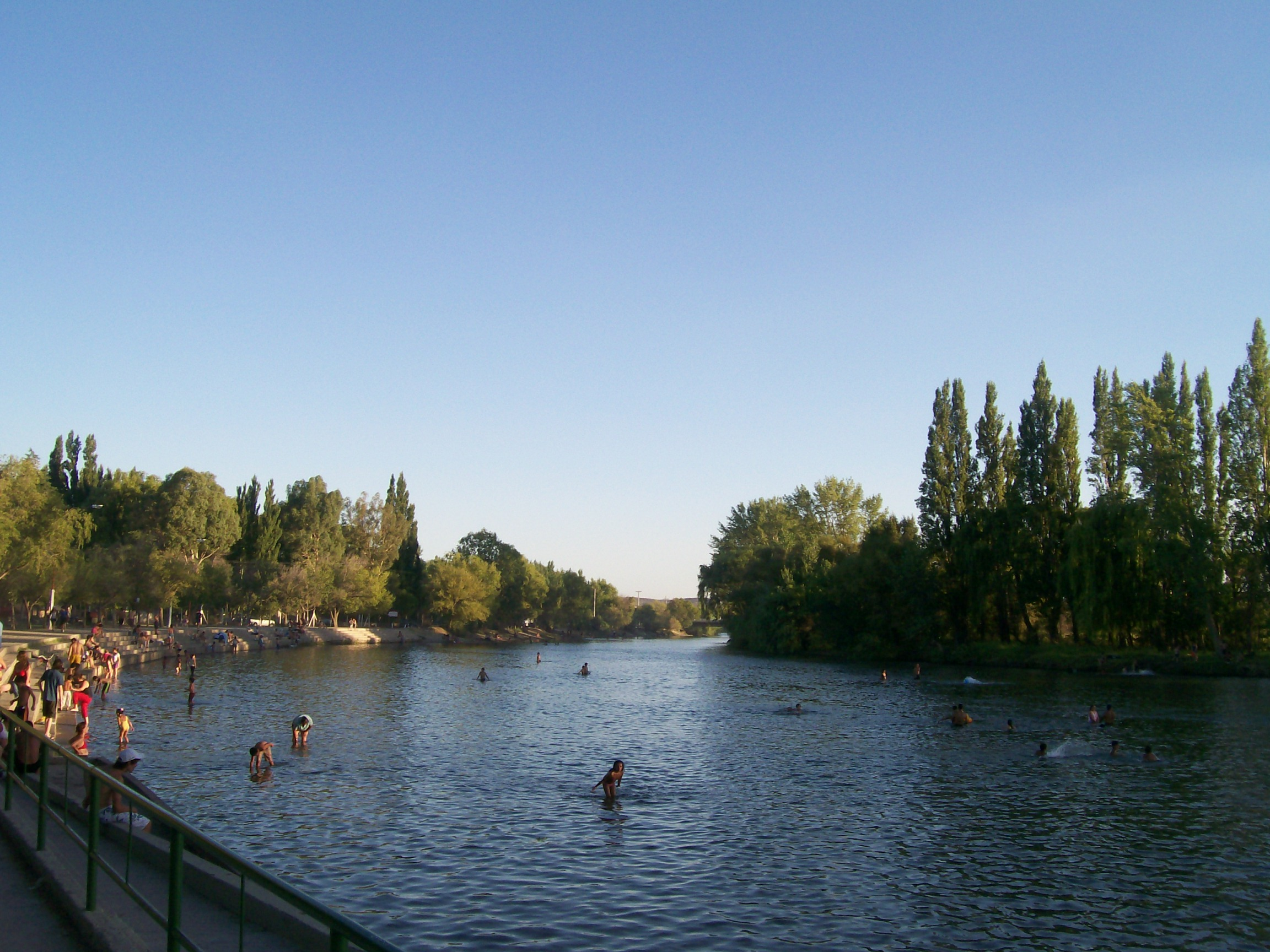
Курорт на Лимае
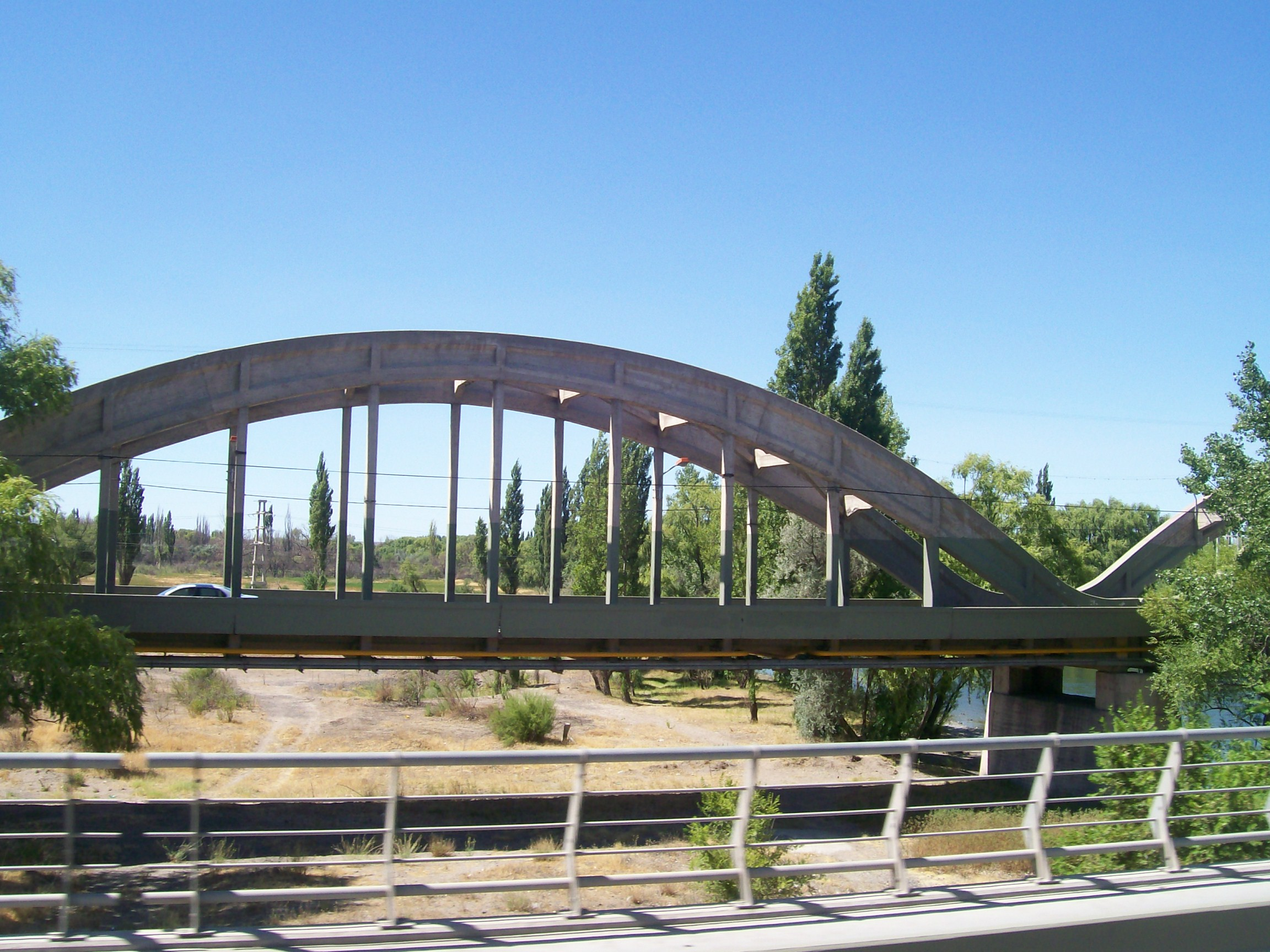
Мост между городами Неукеном и Чиполлети
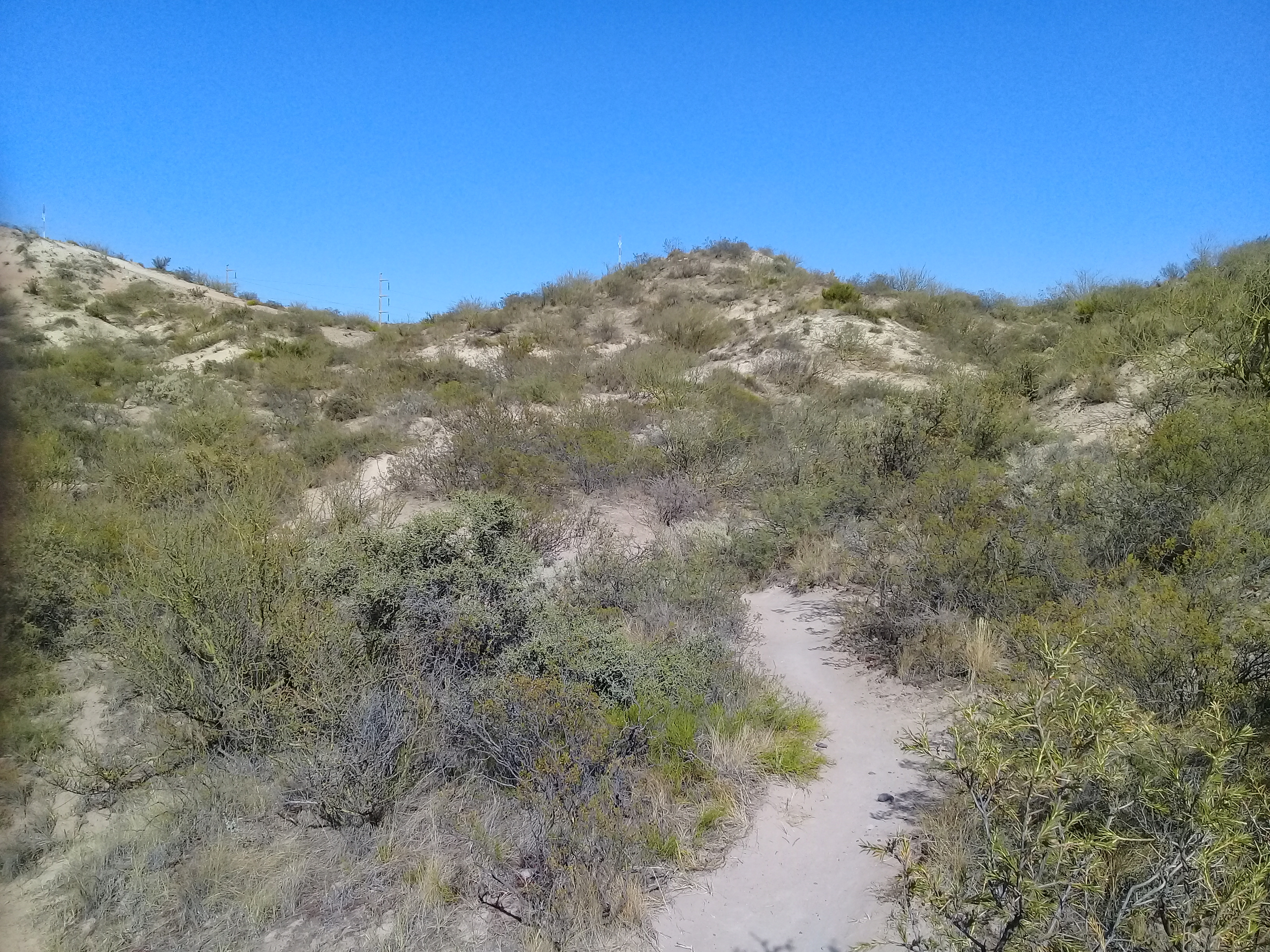
Барды, на севере города
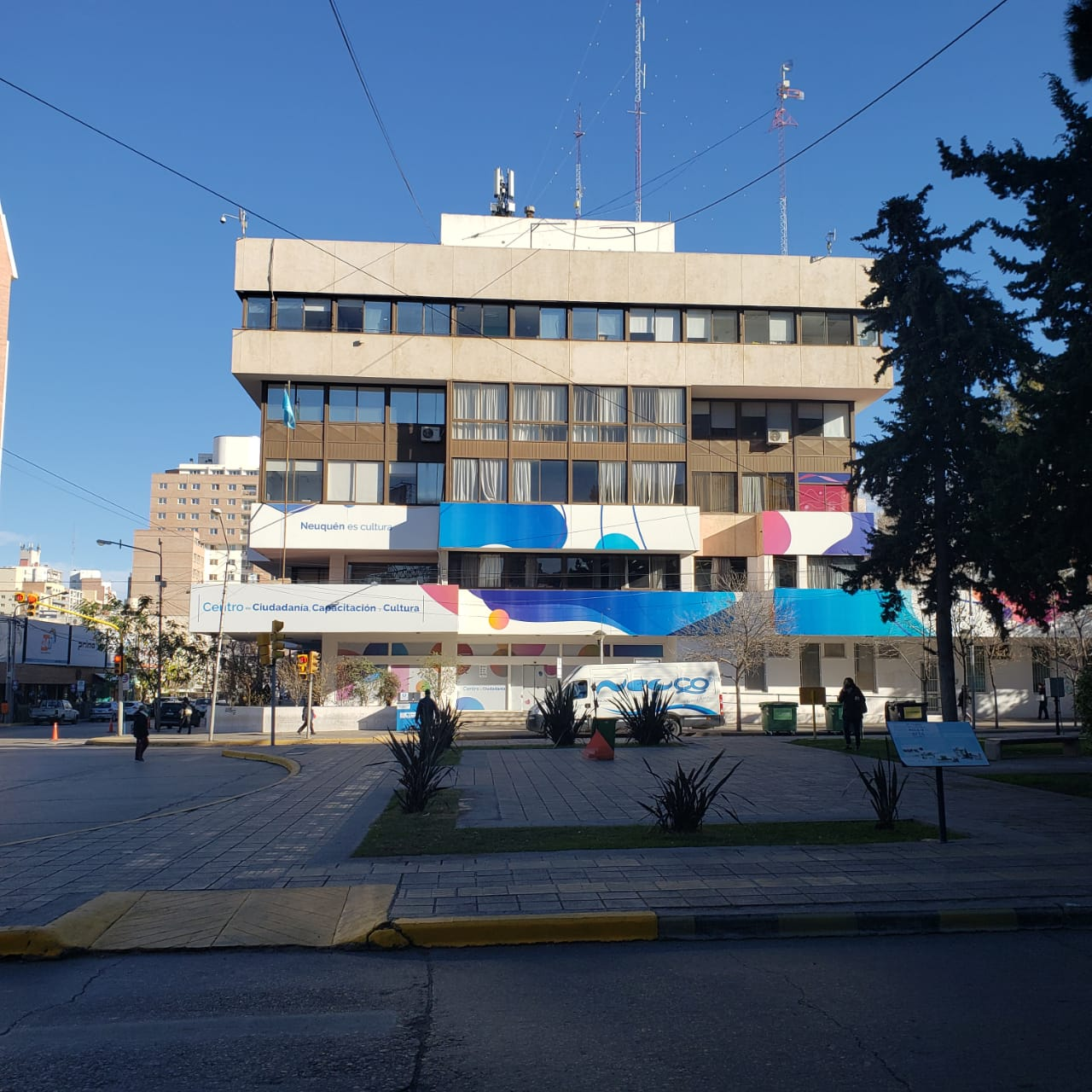
Здание Муниципалитета на пересечении проспекта Avenida Argentina и улицы Рока